# Glas
Glas (Глас) — з 1895 року німецький виробник автомобілів, моторолерів та агротехніки. Штаб-квартира знаходиться в Дінгольфінгу. У 1966 році компанію купує фірма BMW. У 1969 році компанія припинила виробництво автомобілів.

## Андреас Глас. Заснування компанії. Виробництво агротехніки
У 1860 році Маурус Глас заснував у баварському містечку Фрайзінг невеликий завод з виробництва сільськогосподарської техніки. 1890 року його 43-річний син Андреас Глас, який до того моменту встиг помандрувати світом, відкриває в містечку Пільстінг, що неподалік від районного міста Дінгольфінг, що в Нижній Баварії, компанію Andreas Glas, Reparaturwerkstätte für landwirtschaftliche Maschinen mit Dampfbetrieb, яка займалася виробництвом сільгосптехніки, а в зимовий час, коли попиту на неї не було, здійснювала ремонт пошкоджених машин. Працювало тут лише 15 осіб. Незабаром асортимент фірми розширився паровими механізмами, які потихеньку стали витісняти апарати, що працюють за допомогою вітру або води. 1906 року до Андреаса приєднався фінансист на прізвище Лор, тепер фірма Glas & Lohr стала випускати сівалки під брендом «Bavaria», а через два роки компанія переїжджає в місто Дінгольфінг. Переїзд був пов'язаний з тим, що посадовці містечка Пільстінг намагалися відгородити невеликий тамтешній ринок збуту від немісцевих фірм. Після переїзду фірма змінила торгову назву своєї продукції на «Isaria».
У 1911 році Лор покинув фірму, яка продовжувала випускати сільгосптехніку. На початку 1920-х років фірма, яка стала акціонерним товариством і називалася тепер Glas & Lohr, Spezialfabrik für Sämaschinen, AG, увійшла до складу концерну Stumm. До цього часу в Німеччину повернувся один син із 18 дітей Андреаса Гласа — Ханс Глас. Ханс ще в 1910 році виїхав до Канади набиратися досвіду в бізнесі, працюючи в Massey-Harris. По поверненні до Німеччини в 1924 році він обійняв посаду генерального директора у фірмі, яка вже не належала його родині. 1931 року внаслідок інфляції і загального економічного обвалу колос звалився і якийсь час компанія з Дінгольфінгу була незалежною фірмою, але в 1937 році Ханс Глас викуповує компанію, яку заснував його батько.

## Компанія під управлінням Ханса Гласа
До самого початку Другої світової фірма продовжувала випускати обладнання для фермерів, проте з початком війни довелося мілітаризувати свої промислові потужності й розпочати виготовлення зброї. Після війни фірма повернулася до свого початкового виду діяльності — в післявоєнній Німеччині зростав попит на сільськогосподарську техніку, і справи у Гласа йшли догори, він навіть майже вдвоє збільшив штат працівників. Також після війни у фірму батька приходить Андреас Глас, що народився в 1923 році: раніше він не міг приєднатися до сімейного бізнесу, бо служив у Люфтваффе й потрапив у полон, звідки повернувся тільки в 1948 році. Але Глас-молодший прийшов у фірму не один, з собою він привів свого студентського друга Карла Домперта, з яким, до речі, він служив в одному ескадроні. Після війни Домперт працював на Voith GmbH, звідки його й переманив Андреас Глас-молодший. З приходом нового головного інженера, а ним став Домперт, система роботи різко змінилася. Якщо раніше обладнання робили за готовими лекалами, то тепер всі машини стали виготовляти за схемами, більше того, Домперт створив науково-дослідний відділ при фірмі. Тож у жовтні 1949 року Ханс Глас вирішує перейменувати фірму, засновану батьком, на Hans Glas GmbH.

## Виробництво моторолерів
У 1950 році Андреас Глас побував у Вероні на сільськогосподарській виставці. Там його вразила величезна кількість моторолерів на вулицях містечка. Повернувшись у Німеччину, він розповідає своєму другові про побачене в Італії. Домперт вирішує побудувати свій скутер, і незабаром перший прототип був готовий. Він виявився настільки хороший, що вже навесні 1951 року його поставили на конвеєр. Моторолеру з 123-кубовим одноциліндровим мотором повітряного охолодження дали торгове ім'я Goggo: так за сімейною традицією називали новонароджених хлопчиків у клані Гласів.

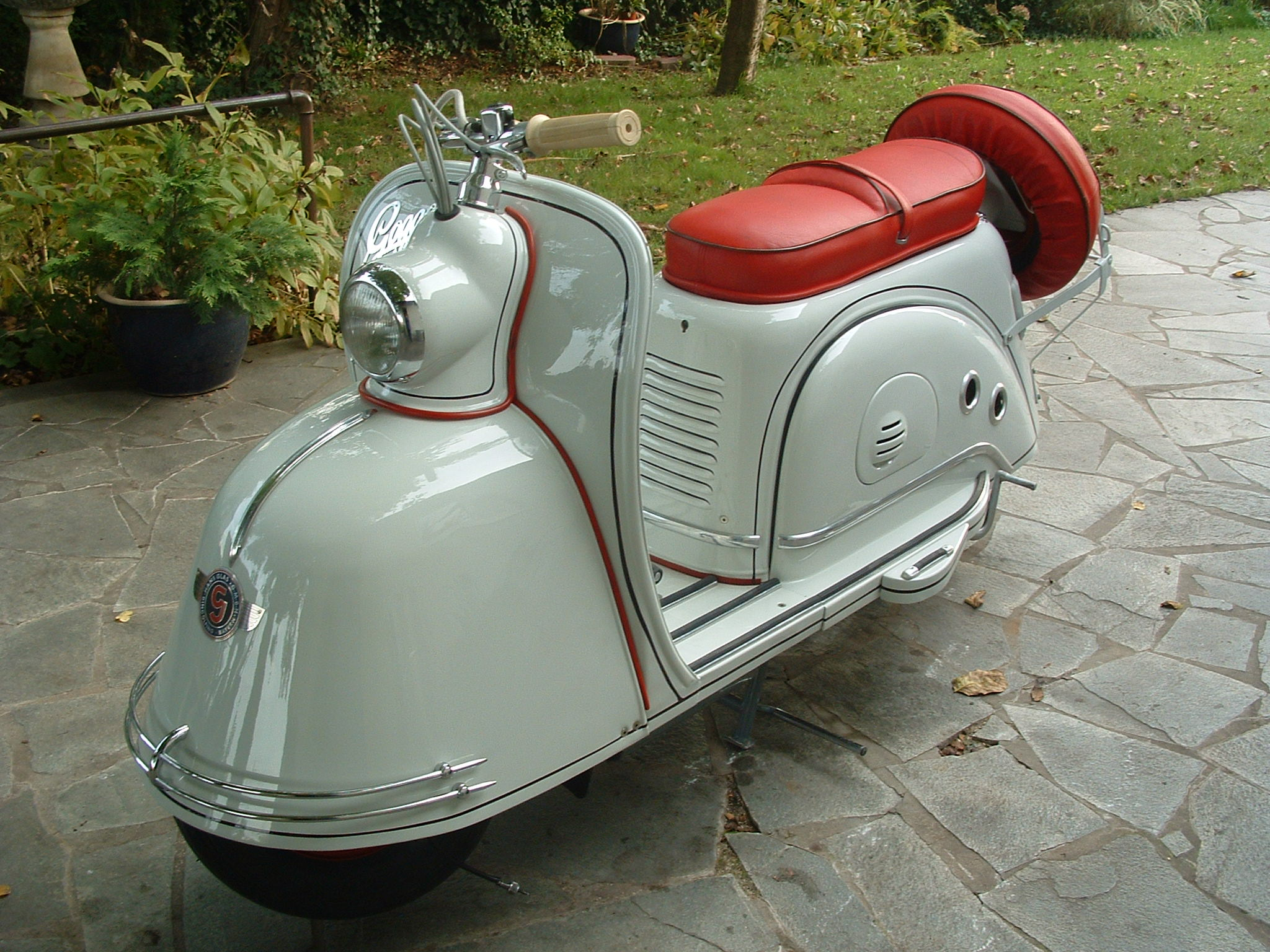
Моторолер Goggo 200 1952 року

Несподівано моторолер виявився настільки популярний, що зробив маловідому до цього фірму одним із лідерів двоколісної техніки в Німеччині. Більше того, продукцію реалізовували й за межами ФРН. 1952 року модельний ряд поповнили версії з 148- і 197-кубовими моторами.

## Початок виробництва автомобілів

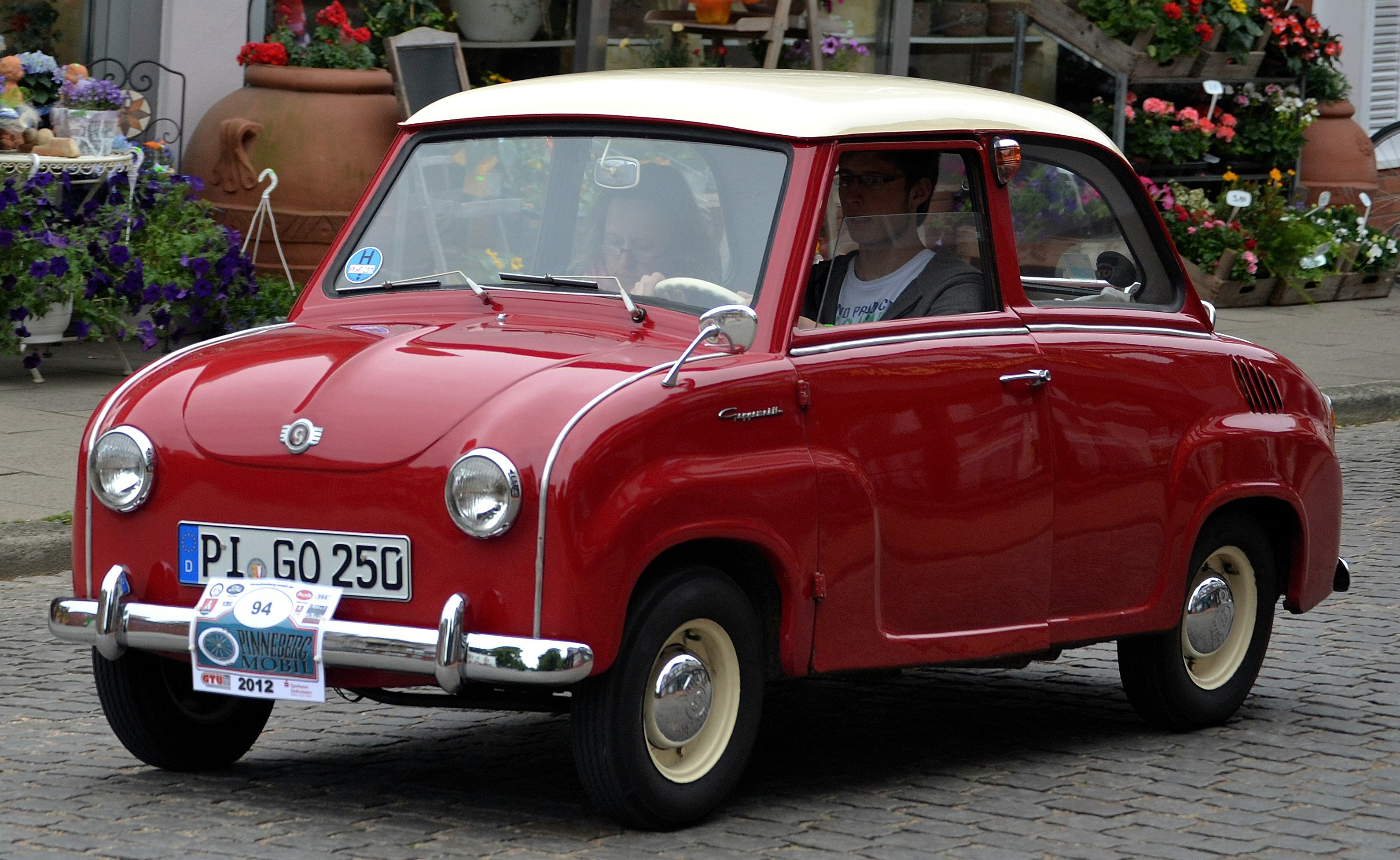
Goggomobil T250

Через рік з'являється і вантажна версія. Але Андреас розумів, що бум на скутери не буде вічним, тим більше, добробут нації зростав, а разом з ним з'являлися більш високі потреби. Ще в 1952 році Глас-молодший і Домперт почали працювати над мікромобілями, які вже випускалися деякими німецькими фірмами. Однак вони спочатку поставили собі за мету побудувати транспортний засіб, який нагадував би повноцінний автомобіль, а не його триколісну подобу, як це було з технікою фірм Messerschmitt, Fuldamobil або Iso (a пізніше і Heinkel). Правда, перший прототип Goggo 1954 року, що мав мініатюрний понтонний кузов типу седан, мав вхідні двері спереду, як це було в Iso. Справа в тому, що Домперт намагався знизити витрати на виготовлення кузова, а якщо штамп робив би тільки одну боковину, яку можна було приварювати як зліва, так і справа, то вартість виливалася б у копійки. Але Карл побоявся патентних суперечок з боку італійців, які придумали передній вхід, а платити їм за цю ідею не дуже не хотілося. Тоді Домперт і Андреас Глас запрошують на нараду Георга «Шорша» Майєра, відомого мотогонщика, що став навіть «Німецьким спортсменом року» в 1949 році, виступаючи на транспортних засобах фірми BMW. Майєр був близьким другом сім'ї Глас, тож не раз давав поради при будівництві двоколісної техніки. Утрьох вони сиділи всю ніч у кабінеті, і вранці працівники конструкторського відділу побачили, що на правій стороні макету зяє великий отвір — було вирішено встановити двері збоку. Після цього трійця вирушила переконувати бухгалтерію фірми — після невеликих дискусій фінансовий відділ дав добро на виготовлення кузова з двома дверима.
Якщо загальна конструкція автомобіля проєктувалася Домпертом і Гласом-молодшим, то для конструювання двигуна й коробки передач запросили інженера, що працював в Adler Werke — Фелікса Доцекаля. Він розробив двоциліндровий мотор, однак мотор після двох хвилин припиняв роботу через задирання поршня. Літній конструктор весь свій час присвячував розв'язанню цієї проблеми — у підсумку в нього стався інсульт, а вакансію зайняв Домперт. Він вирушає до Штутгарта, в лабораторію фірми Mahle, там розробляють нові поршні і переробляють наявну конструкцію. Оскільки Доцекаль не встиг спроєктувати коробку передач, то цю справу передають у мюнхенську фірму Hurth. Мюнхенці будують триступеневу коробку передач без синхронізаторів, проте інженери фірми Hans Glas просять додати ще одну передачу.

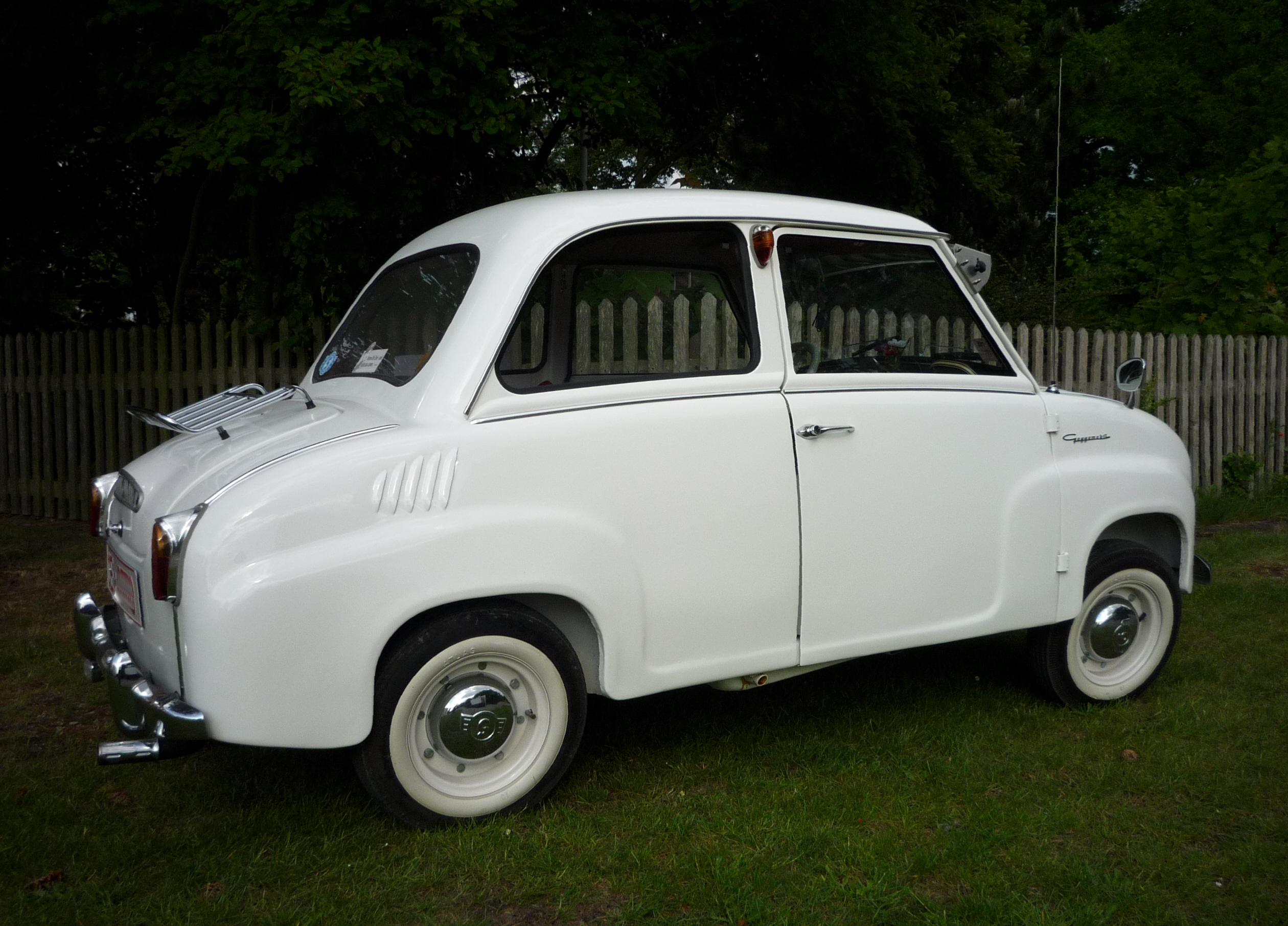
Goggomobil T250

У підсумку в січні 1955 року почалися продажі серійного автомобільчика, який отримав назву Goggomobil. Двоциліндровий двотактний мотор мотоколяски розташовувався ззаду, маючи об'єм у 247 кубів і потужність у 13,6 сили. Цією машиною могли користуватися люди, що володіють водійськими посвідченнями А категорії, тобто мототехніки. Механічна трансмісія автомобіля мала цікавий алгоритм перемикання, передачі включалися не взад-вперед, як на нормальних автомобілях, а вліво-вправо. Гальмівна система на цій крихітці, довжиною в 2.9 м, мала гідравлічний привід, підвіска автомобіля була незалежною на обох осях. Електросистема автомобіля була 12-вольтова, тоді як багато більших машин задовольнялися 6-вольтовою електросистемою. Металевий кузов розташовувався на металевому каркасі; рами як такої у автомобіля не було. Машини швидко здобула успіх, адже всього за 3000 бундесмарок кожен міг стати власником чотиримісного транспортного засобу з дахом над головою. І не важливо, що в автомобілі геть відсутній комфорт, зате витрата палива — 4.4 літра на сотню. Ціновий ліміт у 3000 марок був встановлений Хансом Гласом, оскільки покупка мотоцикла й екіпірування для їзди на ньому тоді становила в середньому 3000 марок. Такою ціновою політикою Глас прагнув відняти клієнтів у мотоциклетних виробників.

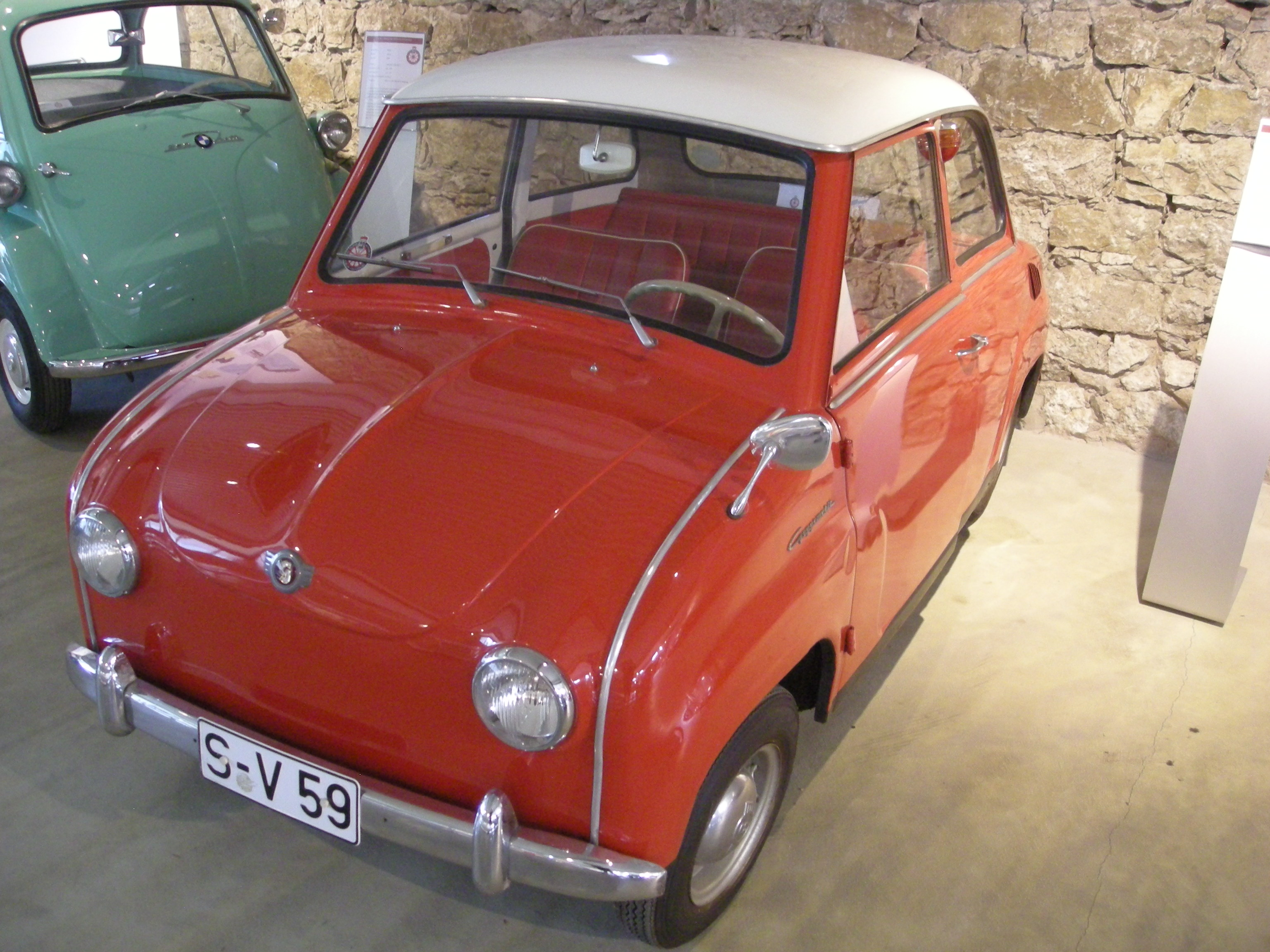
Goggomobil T250

У цей час в Австрії почалася спортивна кар'єра малюка, специфіка австрійського ринку була така, що там було важко продати машину, що не довела свої можливості в гонках. Тож із квітня 1955 року головний представник бренду в Австрії — Максиміліан Кенігер, вирішив виставляти машини на різного роду змагання, які переважно проходили в Альпах. Герман Бауер, Стефан Павесіч і Леопольд Вольф за чотири місяці принесли в скарбничку команди 11 кубків, в тому числі бронзові, срібні й золоті, всі завойовані в класі до 500 кубів. 1956 року Goggomobil продовжив участь у спортивних змаганнях, на Альпійських ралі марка стала єдиною, яка виставила автомобілі в класі мікролітражок. Конкуренти просто побоялися, що їхня техніка не витримає 25 гірських перевалів (деякі з них мали нахил у 32 %), які треба було подолати, це в підсумку 1480 км по гірській місцевості. Однак команда Кенігера, до складу якої входили Бауер, Павесіч, Вайскірхнер і Вінер, не здригнувшись, вирішили спробувати щастя на своїх 300-кубових малюках. На Альпійських ралі 1956 року стартувало 47 екіпажів, фінішувало лише 22 з них, без штрафних очок прийшло всього 10 екіпажів, які й здобули «золоті» кубки. Три золотих кубки дісталося команді Goggomobil, плюс два срібних дісталися Павесічу і Вінеру за успішне подолання піку Едельвейс. Причому Лойсль Вінер взагалі вперше брав участь в автомобільних гонках, хоча у світі спорту він не був новачком — до цього він був успішним мотогонщиком, а штурманом у нього виступала його дружина Антуана.
Після такого успіху на Goggomobil пересіли і деякі німецькі спортсмени. Одним з них став колишній мотогонщик і за сумісництвом дилер двоколісної продукції Гласа Карл Юнгмайєр, штурманом йому асистував інженер науково-дослідного відділу Hans Glas Gmbh — Вальтер Рейзінгер. Взимку 1956 року ADAC проводить ралі в Гарміш-Партенкірхені, загалом треба було подолати 1500 кілометрів за 30 годин. Зима видалася холодною, траса була слизькою, багато гонщиків повилітали з траси, але, тим не менше, всі чотири Goggomobil під управлінням Роберта Штаммінгера, Карла Юнгмайєра, Гельмута Рентшлера і дівчини Мадлен Джей подолали всю відстань без штрафних очок. Наступний день пройшов на гірській трасі, де Юнгмайєр показав найкращий час у своєму класі, поступившись тільки якимись секундами куди більш потужним і великим автомобілям. На наступний ранок, коли на вулиці був мороз у -26°С, організатори влаштували змагання — холодну машину треба було завести і проїхати на ній тільки 10 метрів. Загалом у змаганнях брав участь 81 автомобіль, з них не завелося 32 машини, але це були не Goggomobil. За підсумками змагань Штаммінгер і Юнгмайєр отримали золото, а Джей — бронзову нагороду.

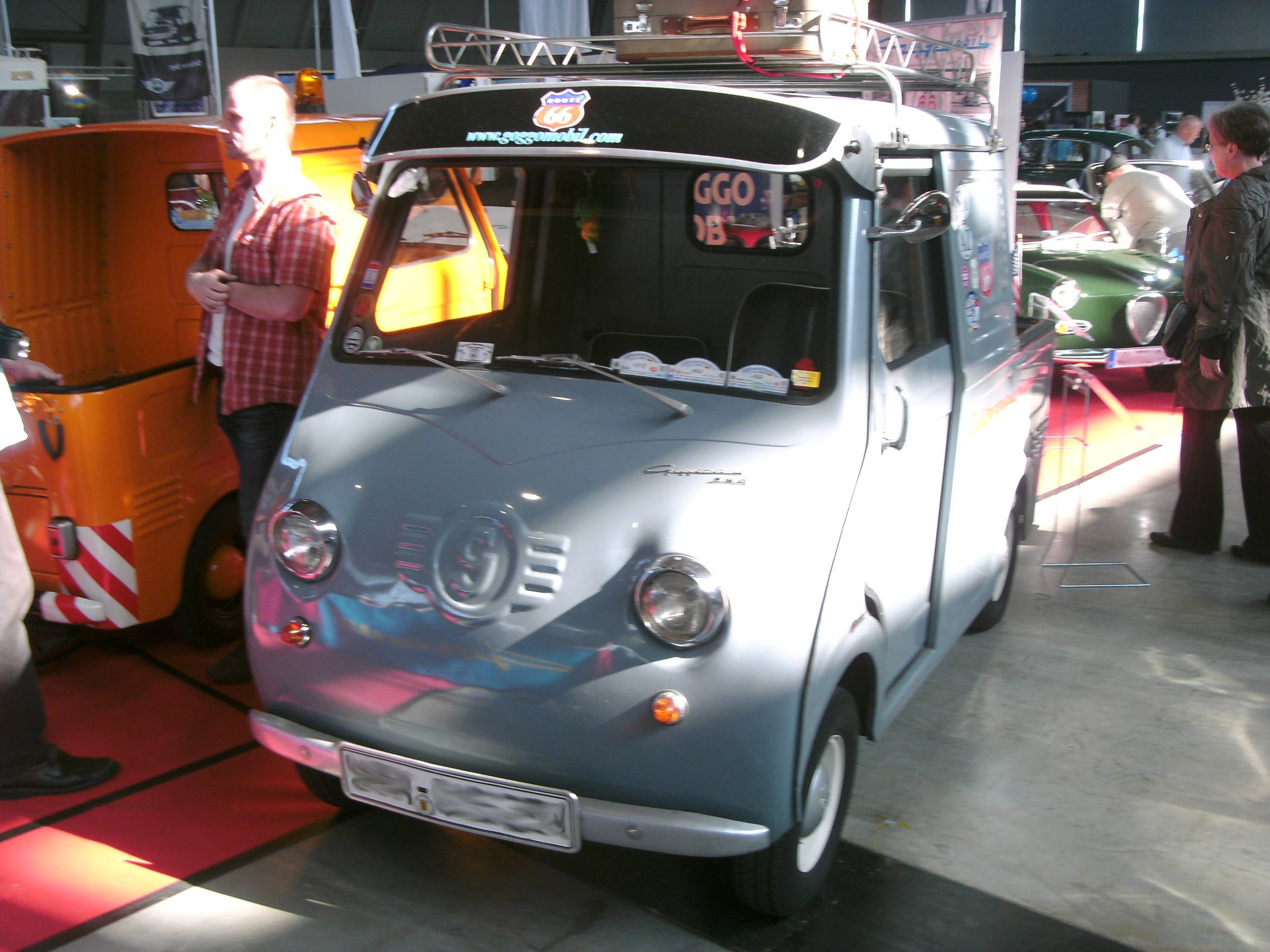
Goggomobil Transporter TL250

У 1956 році на шасі седанчика стали будувати фургончики Goggomobil TL, завдовжки 2.91 м, що було аж на цілий сантиметр довше седана, технічно це був клон Т, тільки днище кузова було посилено Х-подібним ребром жорсткості. Поява цієї версії автомобіля приписують «Дойче Бундеспост» (пошта ФРН): справа в тому, що німецька поштова служба використовувала триколісні Tempo Boy, але в 1956 році Vidal & Sohn Tempo-Werk GmbH продав ліцензію на цю машину в Індію, а в Німеччині припинилося її виробництво. Німецька пошта потребувала невеликого транспортного засобу, потрібно близько 2000 фургонів, тоді тендер виграє фірма BMW, але перероблені BMW-Isetta не могли, по-перше, відвезти стільки, скільки було потрібно, по-друге, мали обмежену вантажопідйомність. Тоді Ханс Глас пообіцяв міністру транспорту Зебому, що його фірма зробить те, що потрібно поштовикам. І справді, незабаром з'явився коробчатий фургончик зі зсувними бічними дверима. Коли машину представляли міністру, то хтось із преси сказав, що це якраз те, що хотілося б бачити на наших вулицях. Контракт на 2000 фургонів з 300-кубовим мотором і електромагнітною преселективною трансмісією був отриманий. Однак старому Хансу здалося мало контракту, і машину стали пропонувати звичайним покупцям, крім фургонів, був підготовлений і пікап. Ці вантажівки рекламувалися під слоганом: «Продуманий до дрібниць. Transporter — шустрий транспорт, ідеальний для вантажів, які занадто великі для легкового автомобіля, але занадто маленькі для вантажівки». Клієнтам пропонувалися всі три варіанти двигунів і два типи трансмісій. Незважаючи на низьку вартість автомобіля — 3500 марок, фургончики не розходяться так, як цього хотів б Глас. VW Transporter був дорожчий на 2500 марок, але він і підіймав не 300 кг ваги, а всі 800 кг, що в перерахунку на ціну/вантажопідйомність виявлялося більш вигідною операцією. Але тим не менш, ті ж пікапи стали незамінним помічником комунальних служб. Приміром, узимку можна було розвозити 300 кг піску, зупинятися і розкидати його лопатою, беручи прямо з відкритого кузова, який знаходився на низькому рівні.

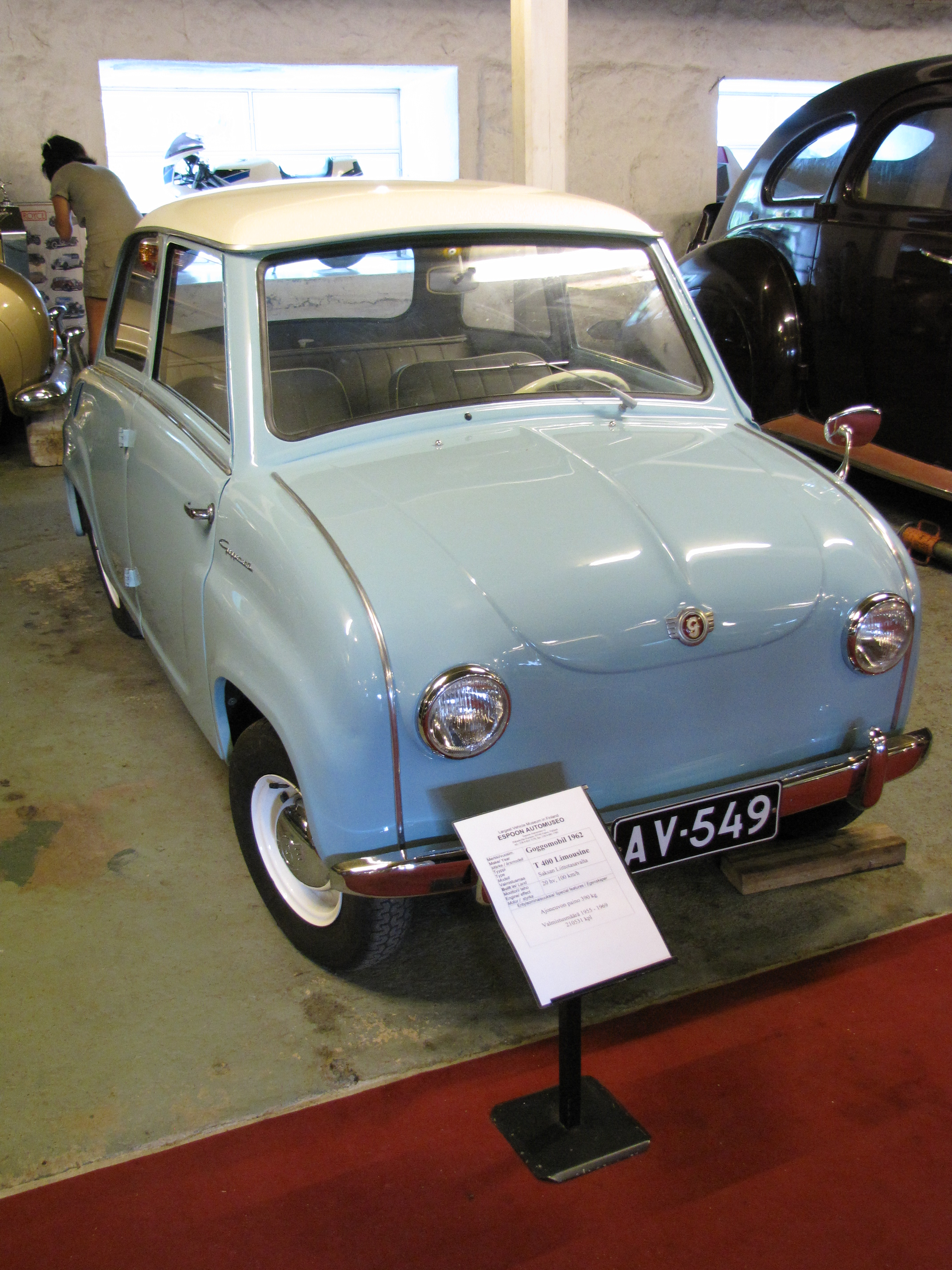
Goggomobil T400

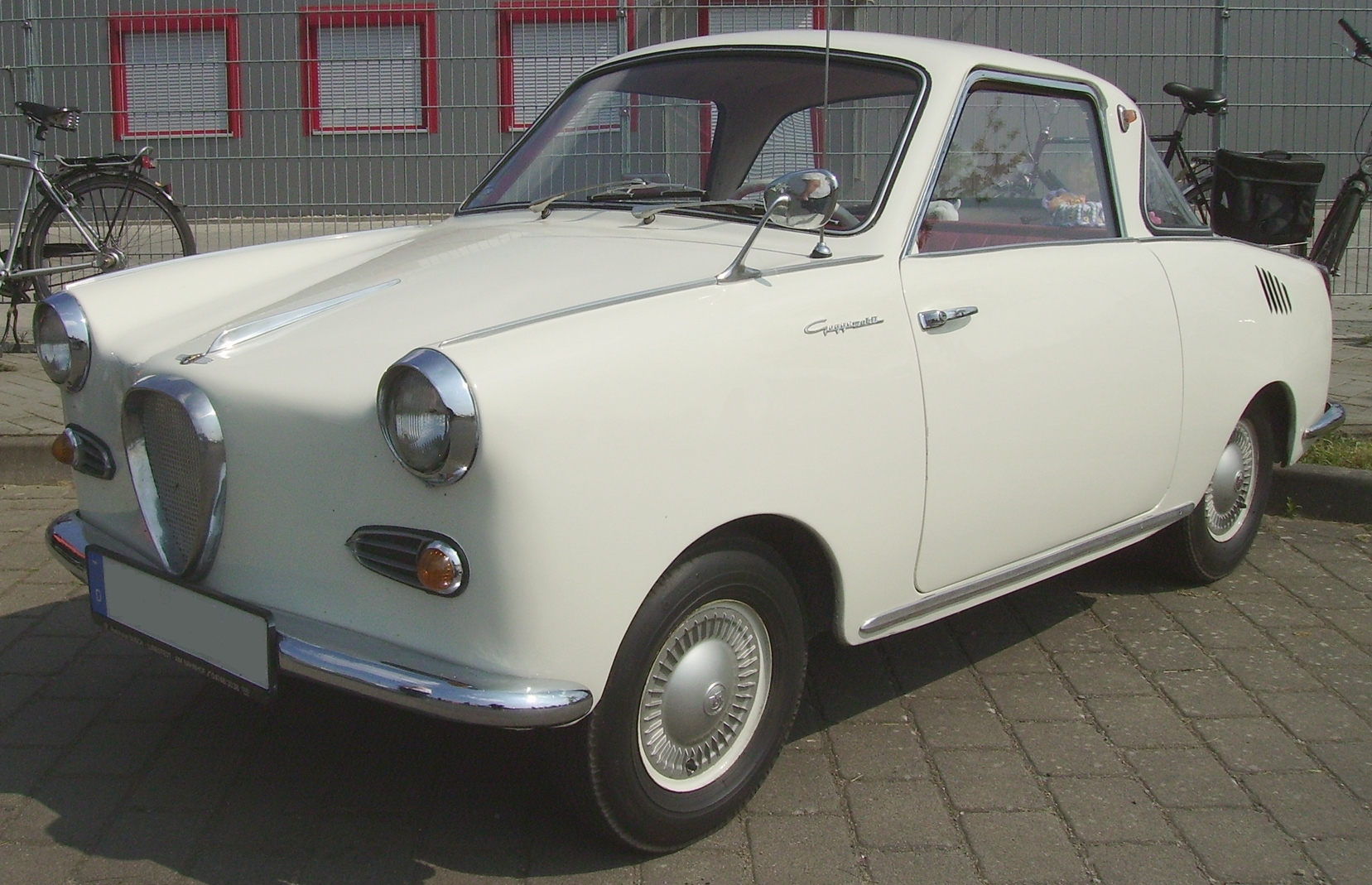
Goggomobil ТS250 Сoupe

У 1957 році автомобільчик отримує дві щітки склоочищувача, до цього був тільки один двірник, а замість зсувних бічних вікон з'явилися повноцінні, що опускаються, мотоциклетна задня оптика була замінена на нову автомобільну. Були й більш серйозні технічні нововведення, так з'являються два мотори: 293-кубовий, потужністю 14,8 к.с. і 392-кубовий, потужністю в 20 к.с. Ці дві топові версії оснащувалися електромагнітною преселективною коробкою передач фірми Getrag, крім цього, у цих машин було автоматичне зчеплення. Модель Т400 могла розганятися до 95 км/год. Ще більшу швидкість — в 107 км/год — могла розвивати нова версія TS400. Це була модель з кузовом типу купе, автомобіль, зовні стилістично схожий на Alfa Romeo Giulietta, міг оснащуватися не тільки 400-кубовим моторчиком, а й іншими двома.

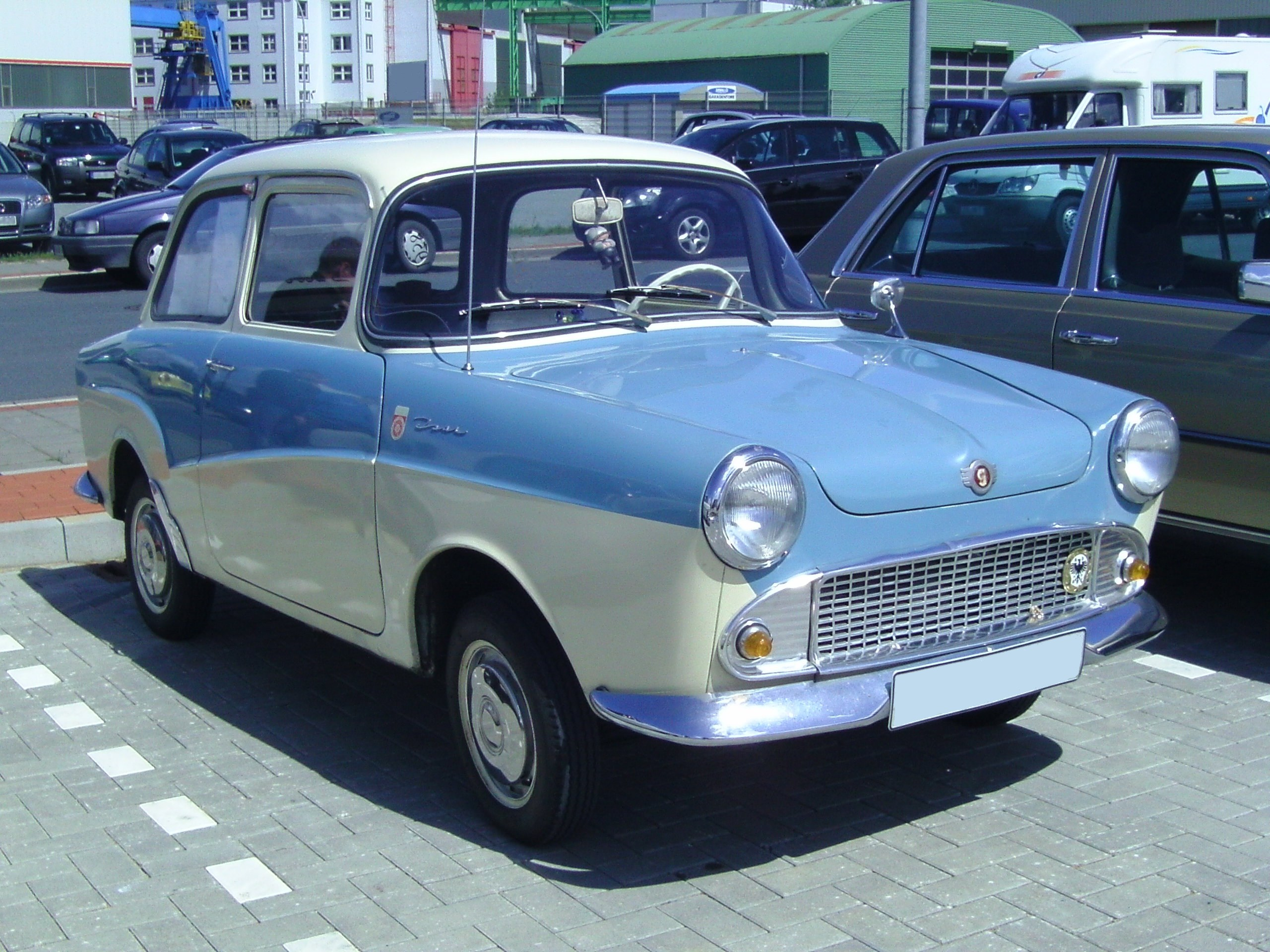
Goggomobil T600

Добробут західних німців зростав, багато з них стали пересідати з мікромобілів типу Goggomobil, Isetta, Messerschmitt, Maico, Kleinschnittger, Fulda Mobil або Heinkel на більш дорогий, але повноцінний автомобіль марки Volkswagen. Однак для багатьох «Жук» залишався все ж мрією, на яку доводилося якийсь час збирати, тому Ханс Глас вирішив запропонувати для тих, хто вже не хоче їздити на мікромобілі, але ще не може на автомобілі, транспортний засіб, який знаходиться якраз посеред цих двох класів. І в листопаді 1957 року Hans Glas Gmbh представив у Франкфурті більшу модель, оснащену двоциліндровим опозитним 600-кубовим мотором з переднім розташуванням, привід коліс також був переднім. Машина зацікавила публіку, адже в цьому класі від німецьких виробників виступали тільки Lloyd 600, NSU Prinz і BMW 600, але жодна з цих машин не мала передній привід коліс. Небачена справа, але біля дверей дилерів марки Goggomobil шикувалися черги клієнтів, проте машина в продаж не надходила.

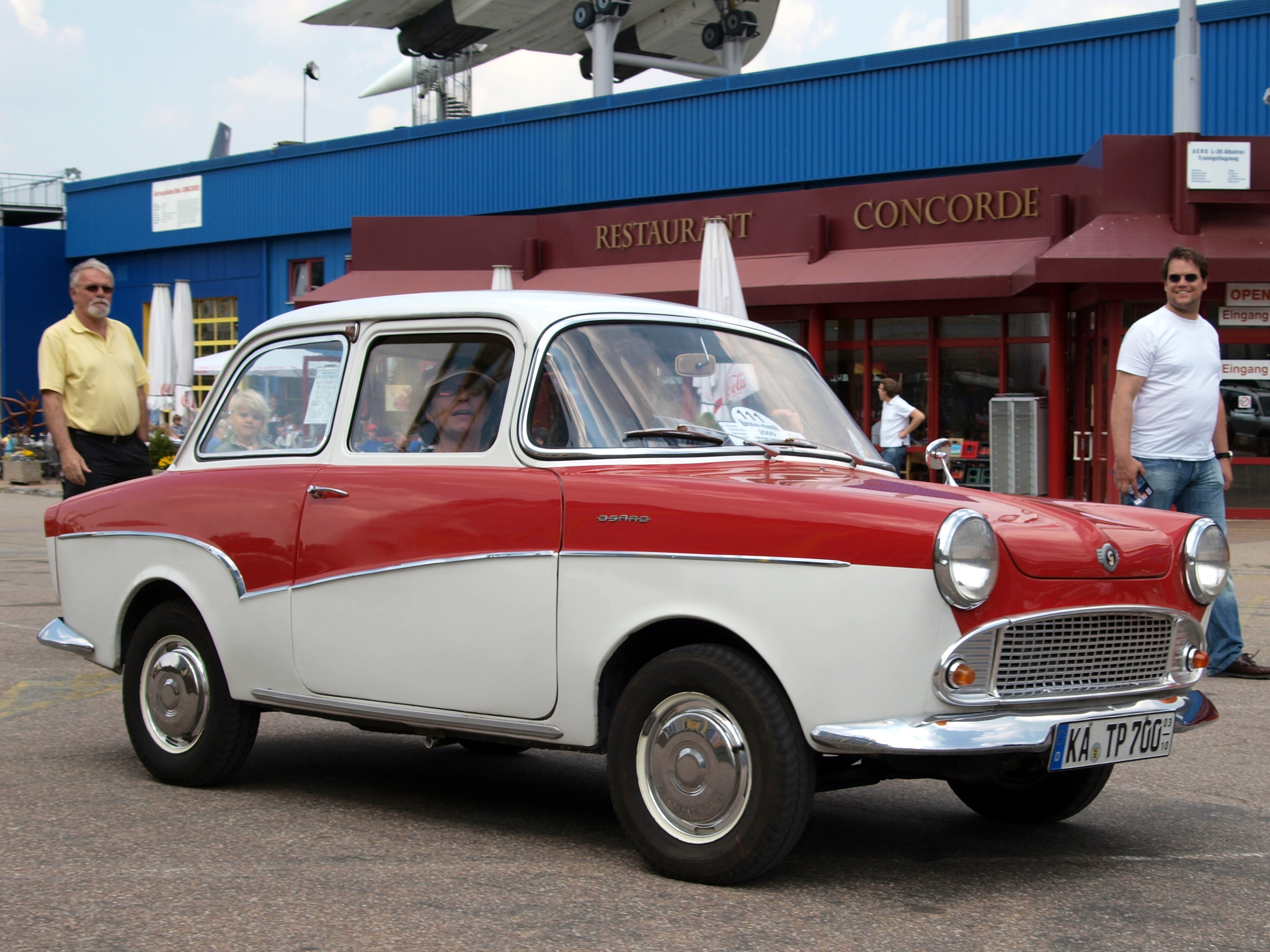
Goggomobil T700

Справа в тому, що брак досвіду інженерів позначився на конструкції автомобіля, і моторчик виявився винесений далеко вперед за передню вісь, що, своєю чергою, позначилося на нестабільному управлінні автомобіля, машина була схильна до недостатньої поворотності. Почалася переробка автомобіля, через брак грошей було вирішено не доводити до розуму передньопривідну конструкцію, а переробити вже наявну на задній привід. Тим самим у червні 1958 року в серію пішла модель Т600, а в серпні до неї додалася і Т700, перша мала двоциліндровий чотиритактний мотор у 600 кубів потужністю в 20 к.с., друга була з 700-кубовим 30-сильним, обидві з класичним компонуванням шасі. Позаяк не було грошей на перебудову, то чотириступінчасту повністю синхронізовану коробку передач Getrag із сухим однодисковим зчеплення залишили ту ж, яку спроєктували під прототип. Але тепер, коли у машини з'явився кардан, її довелося встановити в інший бік, тобто перша і третя передачі включалися тепер назад, а друга і четверта — вперед. Несучий металевий кузов автомобіля залишився практично незайманим, змінили форму і розмір решітки радітора, додали поворотники під ними, і через задній привід довелося розміщувати запаску спереду, бо весь вільний простір в багажнику з'їв задній міст, а дизайн похилої корми було накладно міняти. До речі, якщо придивитися до кузова, то можна побачити, що віконна лінія панорамного лобового скла нагадує Buick Century 1956 року, і це не випадково, Андреас Глас, виробник маленьких автомобілів, на ділі був шанувальником великих американських автомобілів, і сам володів свіжим Oldsmobile. Що цікаво, на відміну від Goggomobile T250/T400, електросистема автомобіля стала 6V, а не 12-вольтовою. Серійна машина також відрізнялася від прототипу і в салоні, так прилади від молодших моделей, що стояли на передньопривідній машині, були замінені новими, стрічковими, а ще машина отримала в штатному оснащенні обігрівач салону, що на той момент було рідкістю навіть для автомобілів більш високого класу.

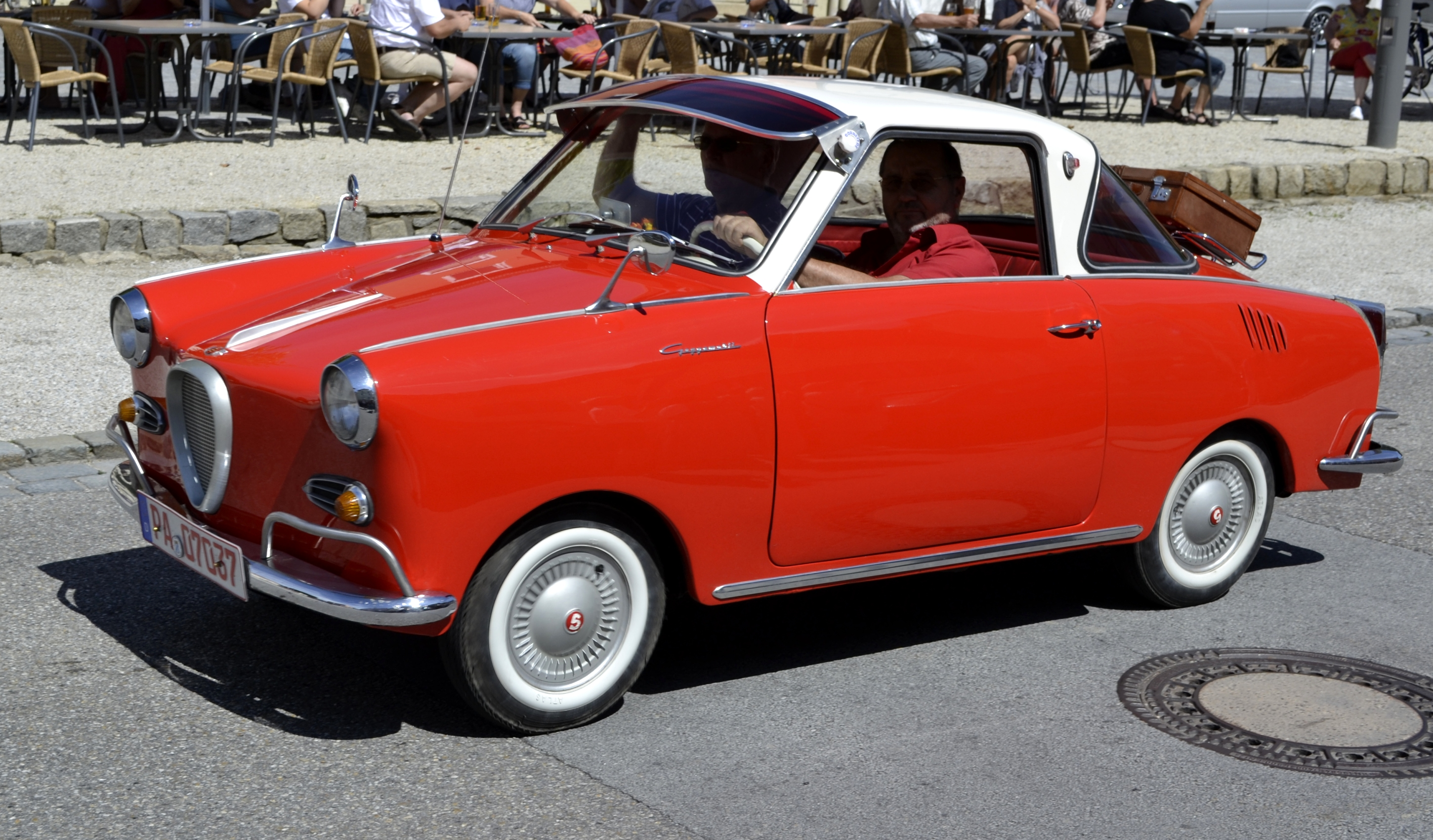
Goggomobil De Ville Coupe 400 для американського ринку

З 1958 року Goggomobil став поставлятися і в США. Нью-Йоркська фірма Continental Car Combine, що пропонувала продукцію соціалістичної Чехословаччини — автомобілі марки Skoda та італійські Moretti 1200 Special Spyder під назвою sVs Custom Italia, стала завозити і Goggomobil з двома типами кузовів, причому купе отримало гучне ім'я — De Ville Coupe. Щоб продавати машини в США, їх довелося трохи модернізувати: американцям пропонувався тільки найпотужніший мотор — 400-кубовий. Крім цього, машину оснастили масляним баком, з якого масло автоматично надходило в паливну систему в потрібній пропорції. У американок була також замінена лицьова частина кузовних панелей, справа в тому, що на них встановили більші фари і повторювачі поворотів, при цьому зникли повітрозабірники у версії купе. Також TS400 і T400 для США відрізнялися від європейок більш дорогим оздобленням салону, а над бамперами були додаткові дуги безпеки.

У цей бурхливий період у життєдіяльності фірми тривали переговори про злиття трьох баварських компаній: BMW, Auto Union і Hans Glas для створення єдиної автомобільної компанії Bayerischen Autowerke. Роль головного підприємства у цьому концерні повинна була займати успішна фірма Ханса Гласа, а дві інші, що перебувають у глибокій економічній кризі, повинні були стати васалами. Але такі плани були в мріях прем'єр-міністра Баварії Альфонса Гоппеля, який намагався врятувати робочі місця, але хворий 69-річний Ханс Глас залишився байдужим до вмовлянь чиновника.

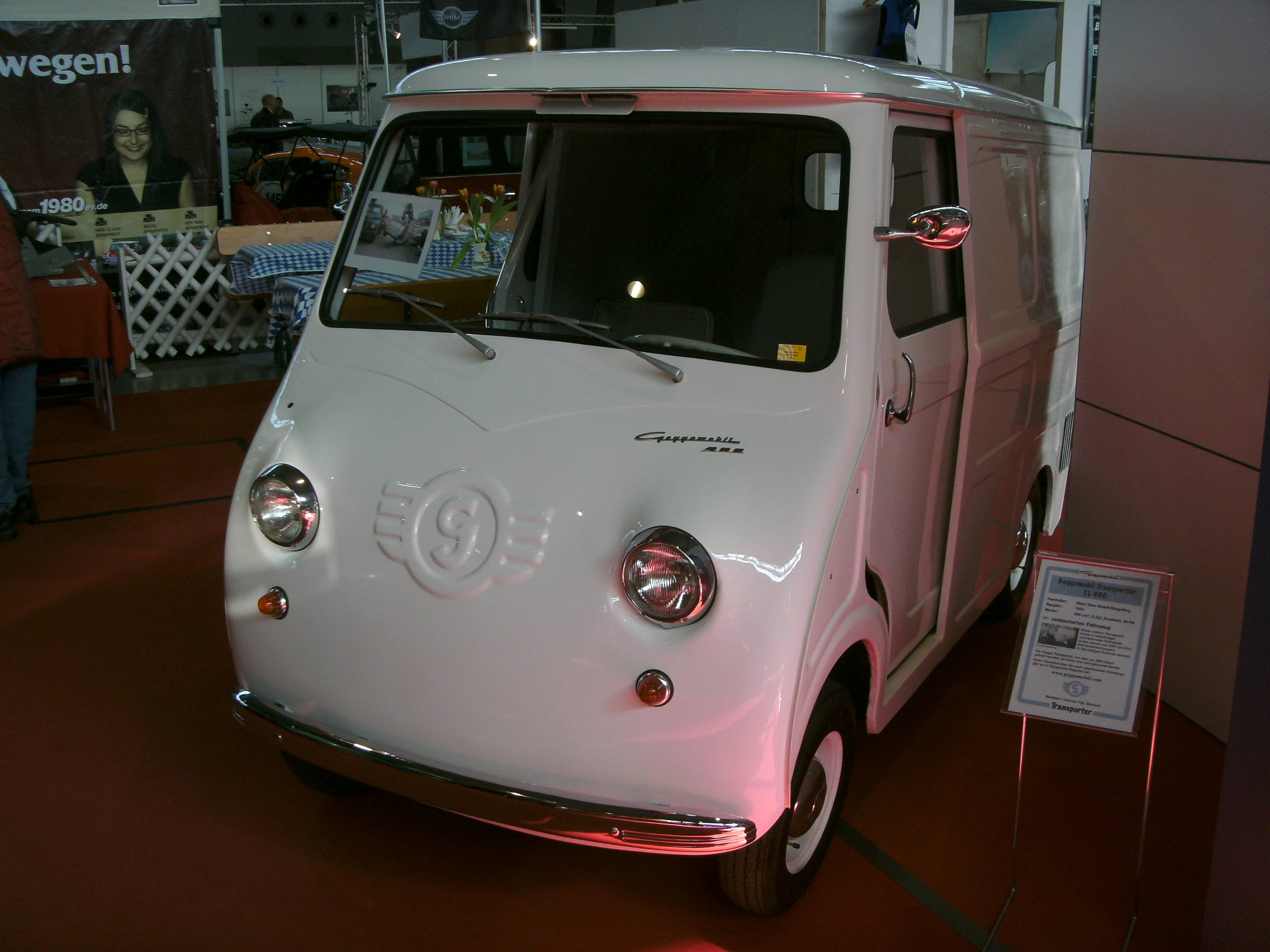
Goggomobil TL400

Цього ж року виробництво малюків починається і за межами Німеччини, причому не в Європі, а в далекій Австралії. Buckle Motors Pty Ltd, до речі, існує донині, була заснована в 1927 році, і займалася в Новому Південному Уельсі продажем британських автомобілів марок Triumph і Talbot. Пізніше перелік експонованих марок розширився брендами Citroen, Armstrong Siddeley і DeSoto. 1952 року син засновника компанії Вільяма Френсіса Бакла — Білл Бакл Молодший, який стояв біля керма компанії з 1947 року, вирушає до Англії, де на автошоу вперше знайомиться з автомобілями, оснащеними склопластиковими кузовами. Зацікавившись цією технологією, він по поверненні додому починає виготовлення автомобілів з такими кузовами. Однак податок в Австралії ставить у невигідне становище імпортерів, але все ж лазівка є, держава не обкладає акцизом ходові шасі з мотором, а значить, якщо встановити на машину кузов власного виготовлення, то виходить цілком конкурентоспроможна продукція. 1958 року Бакл вирушає до Німеччини на переговори з Хансом Гласом, йому вдається вмовити баварця поставляти шасі без кузова в Пунчбоул. Кілька машин Бакл привозить з собою, щоб зняти з них форму, за його планами — встановлювати на шасі склопластикові кузови, які повторювали б дизайн німецьких автомобілів, тільки фургончики TL отримали округлені лінії кузова, до речі, в Австралії ця версія називалася Carry All Van. У цей же час австралійці стали продавати й інші німецькі автомобілі, такі як Borgward, Goliath і Lloyd-Hartnett (німецько-австралійський проєкт). Спочатку з легкових варіантів пропонувався тільки седан, але на початку 1959 року стали виготовляти і версію з кузовом купе, причому, якщо седан повністю виготовлявся зі склопластику, то у купе двері були металеві та постачалися з Німеччини, справа в тому, що австралійці намучилися з виготовленням склопластикових дверей.

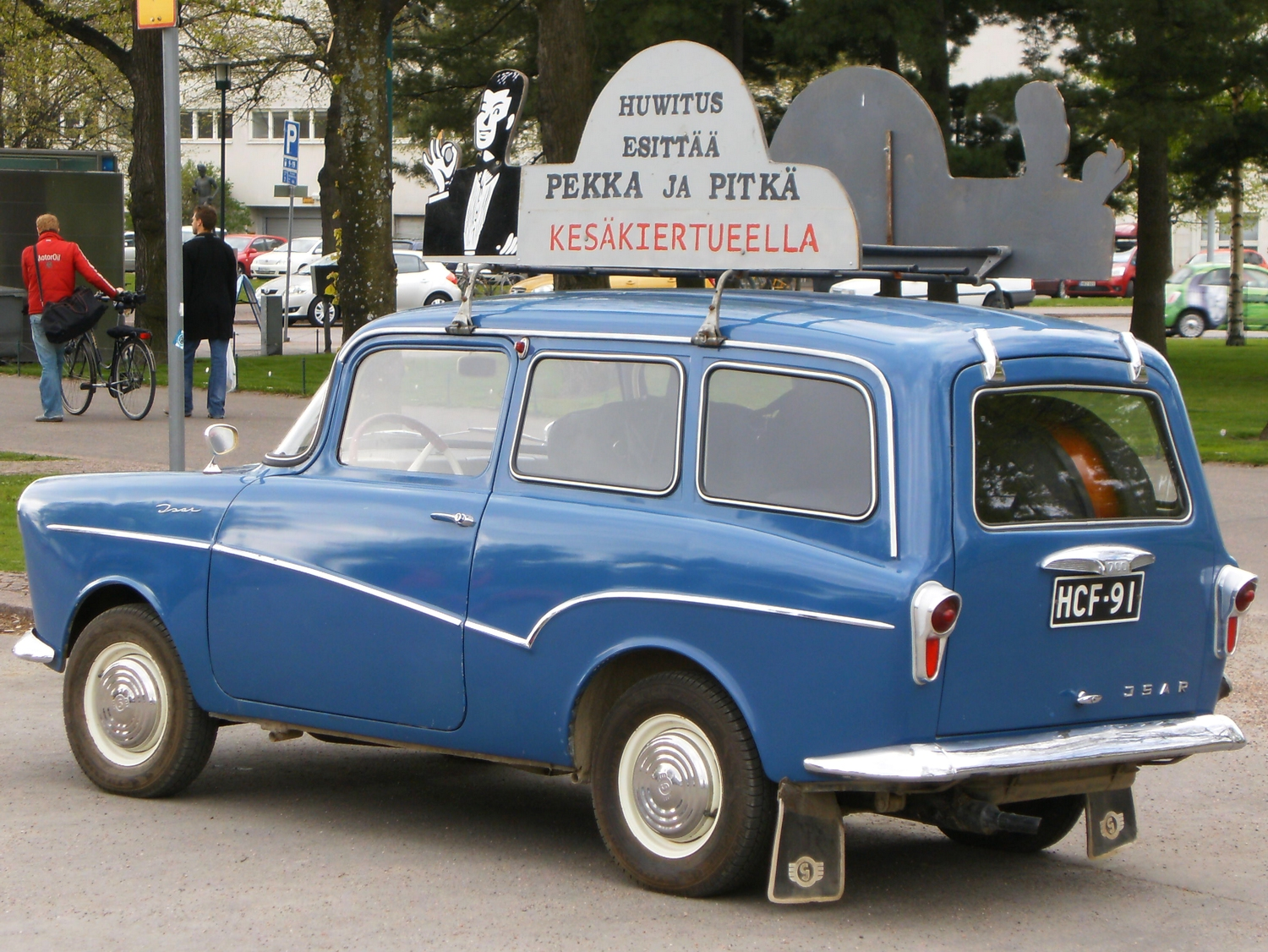
Goggomobil Isar K700

У листопаді 1959 року Goggomobil Т600/700 перейменовується в Goggomobil Isar T600. Серед варіантів назви були версії Senior, Dolphin, Isar, Mikado і Dingo. Керівництво компанії вирішило зупинитися на «Ізар», так називалася річка, яка протікала по території Нижньої Баварії, до того ж, колись сільськогосподарська продукція фірми називалася «Ізар», до речі, для франкомовних ринків, насамперед — для Франції та Бельгії, машина отримала ім'я Isard, бо Isar означало «смішний», а так, додавши всього одну букву на кінці, звучання французькою не змінилося, але машина стала «піренейською козицею». Однак причина в перейменуванні була в тому, що спочатку машина мала купу дитячих хвороб, які підмочили її репутацію, і тепер треба було дистанціюватися від невдалих перших екземплярів моделі. Так кузов нерідко тріскався посередині, тому що не мав підсилювачів, і при цьому з отвору випадало лобове скло. Проблему з поздовжнім посиленням кузова за допомогою додаткових лонжеронів і посиленням центральної стійки якраз і вирішили восени 1959 року. Вирішили і проблему попадання води в салон, конструкція модного панорамного скла тягла за собою скупчення води на кромці дверей, і коли після дощу водій або пасажир відкривали двері, то потік води виливався всередину салону, проблему вирішили шляхом установки нових ущільнювачів. Двигун також позбувся своїх недоліків, спочатку 2-циліндрові боксери при нагріванні коробилися, що призводило до зайвої витрати палива, до осені 1959 року вдалося вирішити проблему з алюмінієвими деталями двигуна. Ще однією проблемою було те, що індикатор низького тиску масла на колишніх машинах спалахував тоді, коли змазувальної рідини вже зовсім не було в картері, тобто двигуни виходили з цієї причини з ладу. Передню підвіску також переробили, тому що колишня швидко виходила з ладу і тягла за собою підвищений знос покришок. Одночасно з новим ім'ям з'явилася і версія з кузовом типу універсал, такі моделі носили індекс К600/К700 (K — Kombi). Крім пасажирської версії, ці універсали можна було замовити і в вантажній, в цьому випадку боковини кузова були закриті листами сталі, такі фургони могли підіймати до 460 кг вантажу. 1959 року спортивна кар'єра Goggomobil T300 в Австрії закінчилася, спортсмени, що ганяли на них масово, стали пересідати на седани Isar. Першим, хто пересів на більшу машину Isar T600, був Вінер, який одразу виграв золото на ралі Рехенберг — Граце.

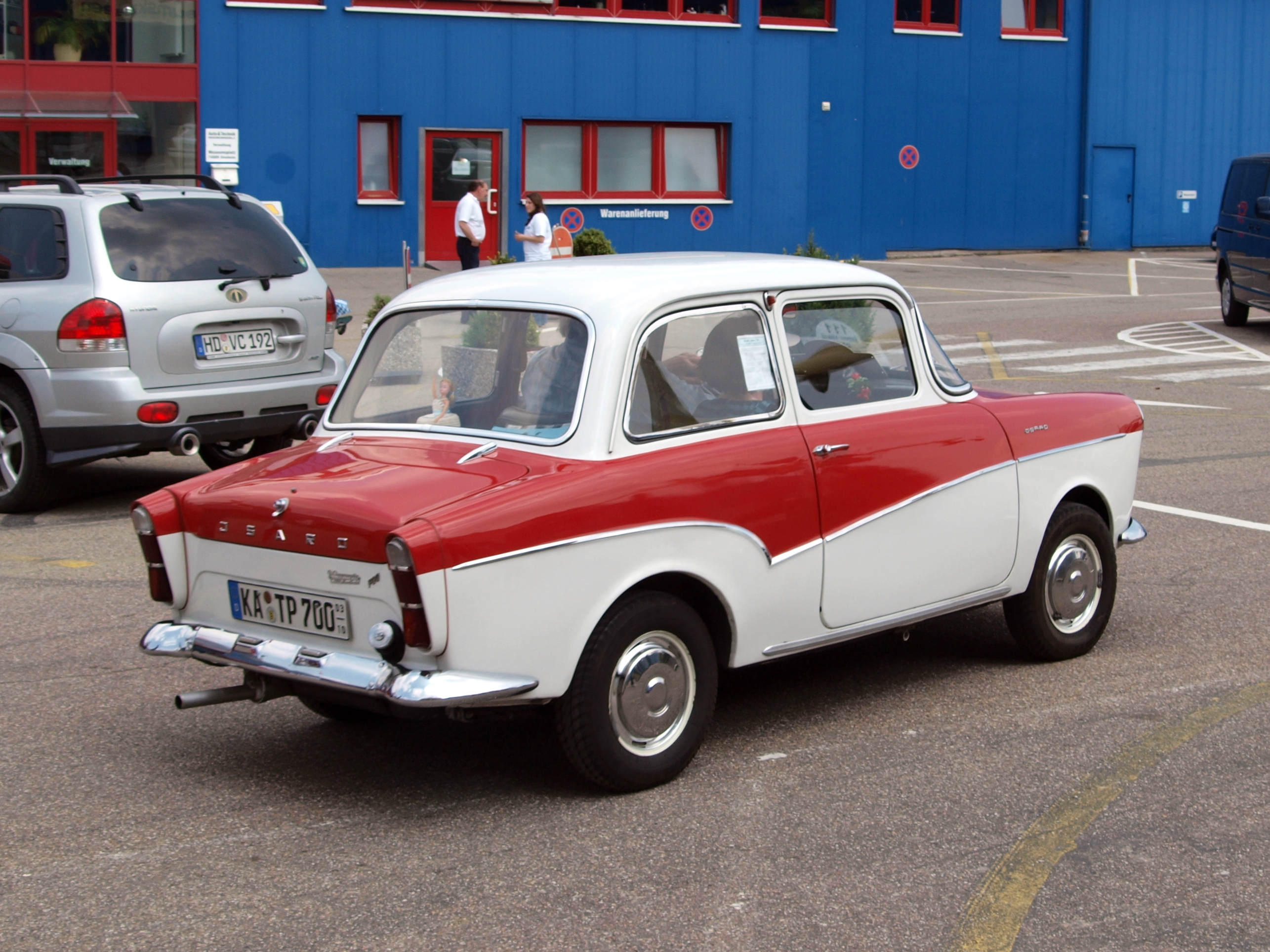
Goggomobil Isar T700

Крім універсала, на автосалоні 1959 року був представлений і автомобіль Isar S35 з кузовом купе. На шасі Т700 встановили кузов від Goggomobil TS, якому приробили нову склопластикову передню частину, що нагадувала по дизайну Ferrari Superamerica 1956 року. Всередині були видалені задні сидіння, а замість них з'явилася полиця для поклажі. Мотор купе трохи форсували і зняли з нього 34 к.с., що дозволило легкому автомобілю розганятися до 135 км/год. Тести автожурналів були повні хвалебних відгуків, не менше було охочих придбати собі «кишеньковий Феррарі». Проте через проблеми, пов'язані з двигуном, Домперт вирішив не запускати машину в серійне виробництво, мотор з підвищеним ступенем стиснення просто виходив з ладу, якщо довго топити педаль у підлогу.

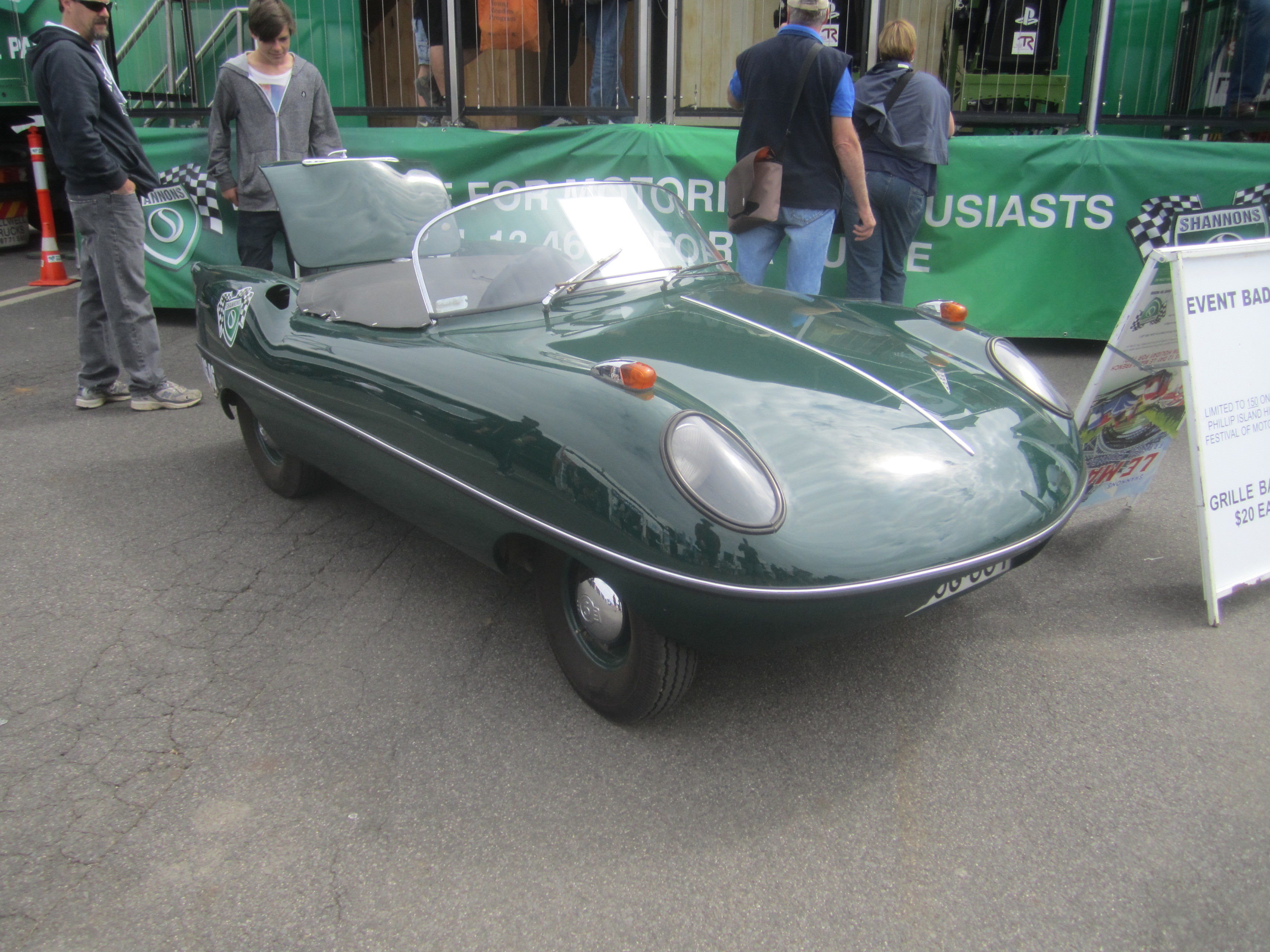
Goggomobil Dart

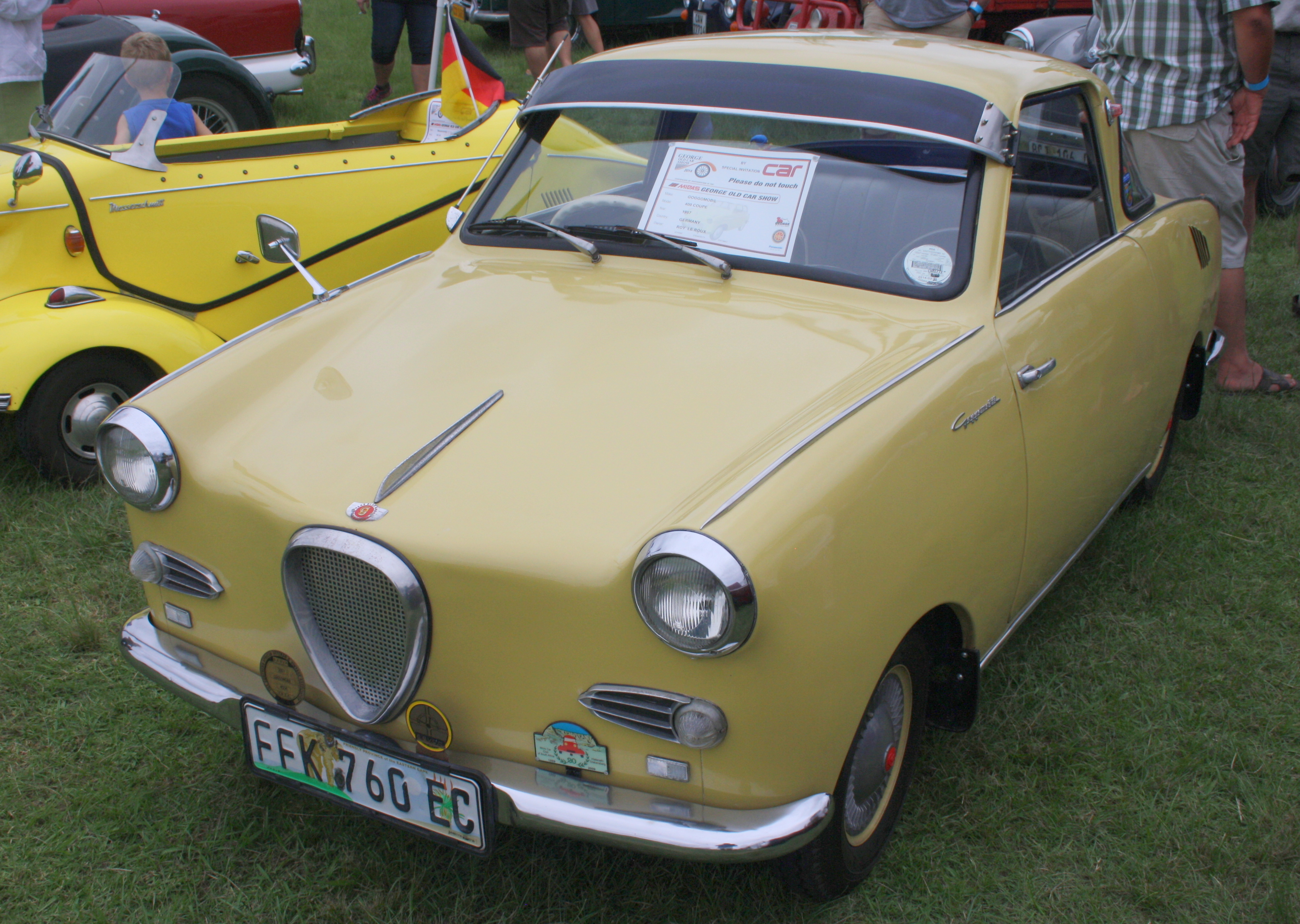
Goggomobil TS400

У 1959 році Buckle Motors Pty Ltd почала пропонувати в Австралії унікальну версію, яка не була доступна на інших ринках — Goggomobil Dart. Goggomobil Dart, на проєктування якого пішло всього п'ять місяців, отримав човноподібний кузов зі склопластику, спроєктований Стеном Брауном, який до цього працював в кузовному відділі фірми Lotus, він був відповідальним за виготовленням форм, за якими робилися склопластикові панелі. Лобове скло машини було запозичене у Renault Dauphine, причому на французькому автомобілі воно розташовувалося ззаду. Вага такої машинки становила близько 380 кг, тому не дивно, що 300-кубова 15-сильна версія розганялась до 105 км/год, а 400-кубова — і зовсім до 110 км/год. Через деякий час автомобіль, який спочатку не мав дверей, отримує невеликі дверки, які відкривалися проти ходу руху. Ще одним варіантом, який був доступний австралійцям, був варіант з кузовом кабріолет, всього було побудовано близько 15 кабріолетів на основі версії купе, але з використанням обробки від седана. У вересні 1961 року Goggomobil австралійського виробництва був знятий з виробництва, тому що дешевший Morris Mini 850, який з'явився на місцевому ринку, вбив інтерес до машинки. Всього встигли за ці роки побудувати близько 700 родстерів Dart, а загальна кількість австралійських Goggomobil становила приблизно 5000 примірників. Проте ідея відкритої машини сподобалася Хансу Гласу, а фірма навіть побудувала дев'ять відкритих прототипів на базі купе, більше того, ці машини навіть з'явилися в американських рекламних проспектах фірми за 1961/62 роки, але так у виробництво і не пішли.
У 1959 році була продана ще одна ліцензія на складання мікромобілів, цього разу — в Аргентину. Isard Argentina SA з Сан-Паулу вибрали франкомовну назву моделі «Великого Гоггомобіля» як ім'я марки автомобілів. Спочатку вони випускали тільки одну модель — Isard T300, у 1960 році з'явилася модель T400, яку пропонували у версії седан і купе, також тоді почали збирати Isard Royal T700 та Isard K700. Виробництво Goggomobil в Аргентині припинилося в 1965 році, бо стало економічно не вигідно ввозити з Німеччини вузли та компоненти. Бос фірми Натан Кацман намагався врятувати підприємство, підписавши договір з Datsun про виробництво в Сан-Паулу моделей Bluebird. Але в підсумку наприкінці 1965 року підприємство розорилося.
У серпні 1960 року, майже через рік після появи Goggomobil Isar K600/700, машину знову оновлюють, автомобіль отримує більш високі задні стійки даху, що збільшує простір над головою задніх пасажирів, відповідно, це спричинило за собою збільшення і заднього скла. Дах багажника був збільшений, і тепер його кромка опускалася нижче, також на машину встановили нові бампери і нову задню оптику, при цьому на універсалах задня оптика залишилася колишньою. Попутно восени потужність 600-кубового мотора знижується до 19 сил, це було зроблено внаслідок зміни страхової політики, те ж саме відбулося і з Goggomobil T/TL/TS з 400-кубовим мотором, його віддача падає на 1,5 сили, тобто до 18,5 к.с. З цього часу машини стали продаватися і у Великій Британії, причому там вони отримали власні імена: так, седан T250/400 називався Regent, купе TS — Mayfair TS Coupe, седан Isar Т — Royal і, нарешті, універсал Isar K — Esquire Estate Car.

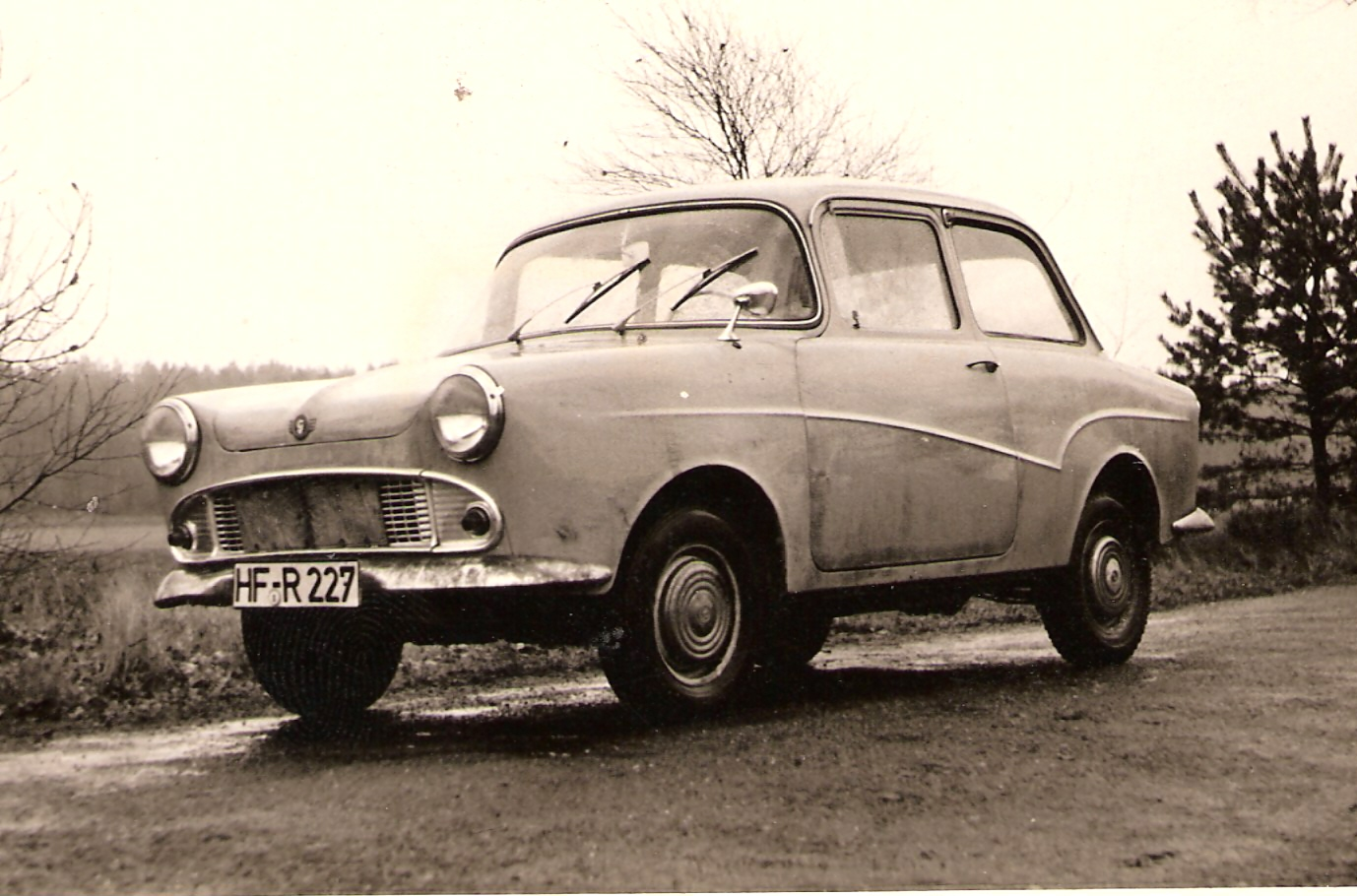
Goggomobil Isar T700 Standart 1965 року

У 1961 році Isar K/T став пропонуватися у двох версіях виконання — Standard і De Luxe, перша машина була однотонною, друга ж забарвлювалася, як і попередні, у два контрастуючі кольори, рясно прикрашалася хромом і оснащувалася покришками з білими боковинами. Універсал обзавівся версією C700 (С від слова Camper), у цієї більш дешевої версії задні сидіння були жорстко прикріплені і не відкидалися вперед для збільшення об'єму багажника. Це було зроблено у зв'язку з тим, що власники універсалів у Німеччині тоді платили додатковий податок, нібито за можливу комерційну діяльність. А так нова версія реєструвалася як седан, і клієнти економили 100 бундесмарок при оформленні автомобіля, що, звичайно, зробило ці машини більш популярними, особливо серед молодих сімей, обтяжених наявністю колясок, велосипедів тощо, що не мають зайвих грошей на переплату за володіння автомобілем з кузовом типу універсал.

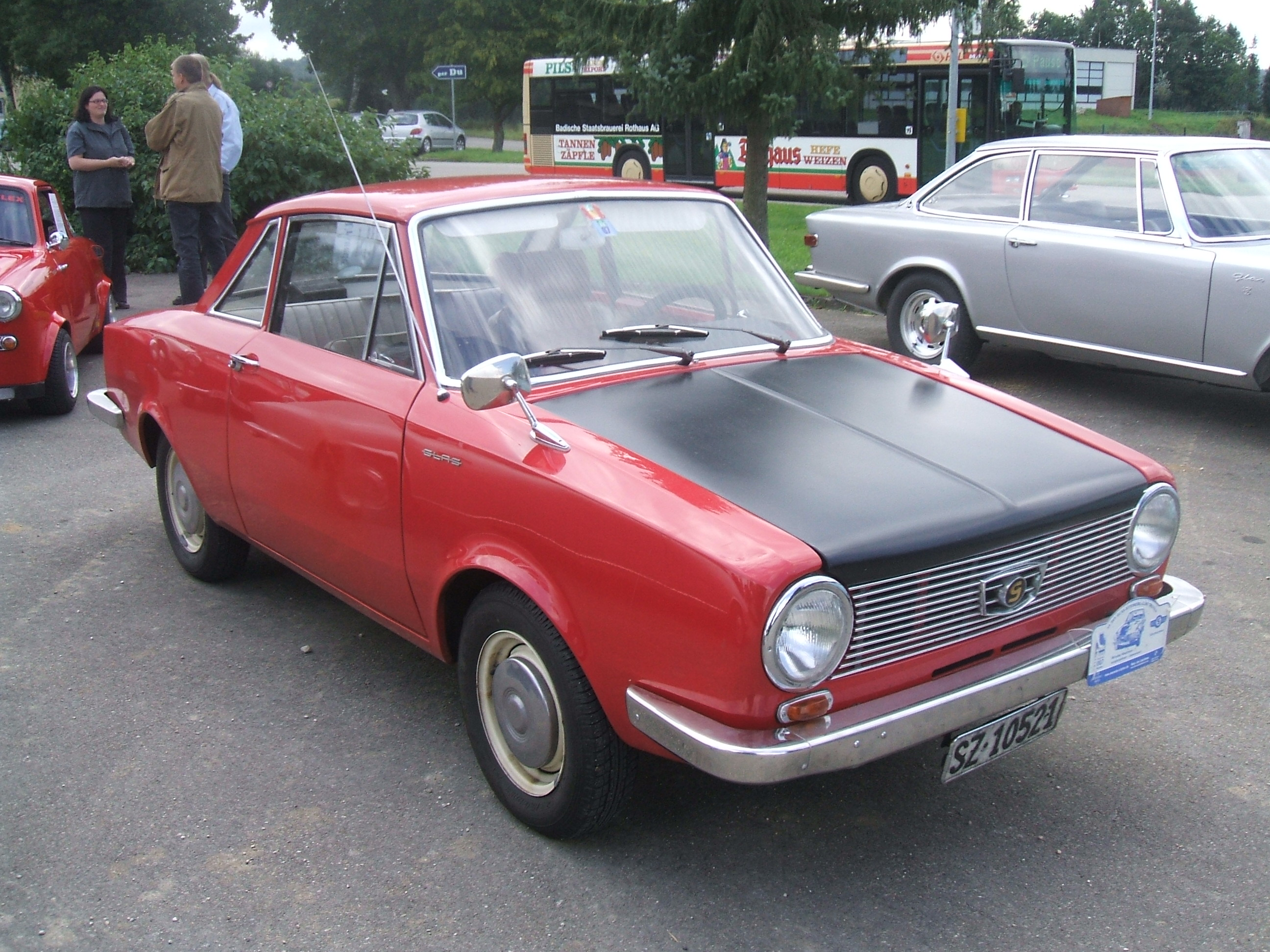
Glas S1004

Але час минав, на ринку з'являлися нові машини: NSU 1000, Ford Taunus 12M, Opel Kadett, або баварські BMW 700 LS та DKW Junior. Ці машини на пів сходинки стояли вище моделі Isar, при цьому коштували всього трохи дорожче, у зв'язку з чим інтерес до моделі став затихати, і це незважаючи на вдалі виступи в автоспорті. Тому у вересні 1961 року на міжнародній автомобільній виставці у Франкфурті-на-Майні дебютує нова модель S1004 (Typ 612) з однолітровим мотором потужністю 42 к.с. Це була перша серійна машина, яка мала зубчастий ремінь у газорозподільному механізмі замість ланцюга. Мотор був готовий ще в 1960 році, сконструював його інженер, що перейшов з BMW, — Леонард Ішингер. Дводверний автомобіль з кузовом типу купе і посадочною формулою 2+2 виглядав незвично через занадто коротку базу (2.1 м при довжині в 3.83 м), яка, по суті, являла собою шасі моделі Isar, подовжене на 10 см. Несучий кузов, враховуючи помилки попередньої моделі, був посилений поперечними лонжеронами, передня підвіска була незалежною двоважільною, задня ж підвіска висіла на потрійних ресорах.
У 1962 році група баскських підприємців, які в 1957 році заснували в Маркес-дель-Пуерто фірму Munguía Industrial SA, починають виробництво ліцензійної версії Goggomobile T400. Восени 1962 року Hans Glas Gmbh першою в Німеччині дає річну гарантію на свою продукцію без обмеження пробігу, таке своїм клієнтам не пропонував навіть Daimler-Benz AG, який гарантував бездоганну роботу своєї продукції протягом шести місяців.

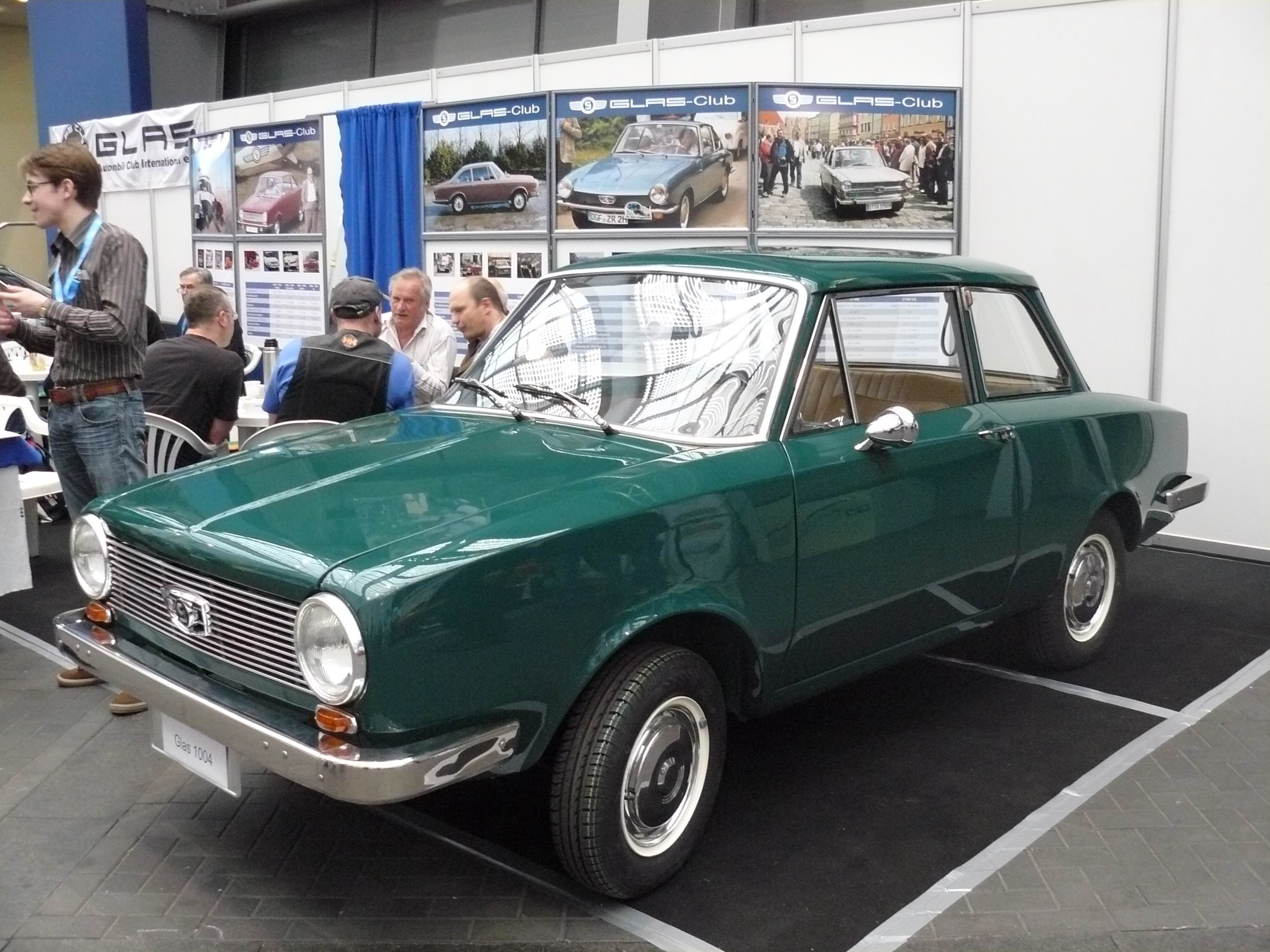
Glas 1204 з кузовом седан

У січні 1963 року у Typ 612 з'являється версія з кузовом дводверний седан, крім цього, клієнтам стали пропонувати і більш потужну версію цієї машини з 1.2 л 53-сильним мотором, яка стала носити індекс 1204/S1204. Усього за кілька місяців, в акурат до сезону, стали пропонувати і відкриту двомісну версію, а влітку всі версії стали оснащуватися за замовленням опційними дисковими гальмами передніх коліс, оскільки барабанні механізми, що гідравлічно приводяться в дію, постійно ставали об'єктом критики автомобільної преси.
У листопаді того ж року з'являються ще дві моделі з приставками TS після цифрового індексу моделі. 1004TS і 1204TS оснащувалися 63-сильними і 70-сильними агрегатами колишнього об'єму, на які встановили по два карбюратори «Солекс», останній з варіантів міг розвивати швидкість до 163 км/год і розганятися до ста за 11,9 секунди. Такі дані наближали дводверну машину з Баварії до динамічних характеристик базового штутгартського Porsche 356 B 1600, що затьмарювало можливості, знову-таки, баварського седана BMW 1500 з більшим і потужним мотором, тому Glas 1204TS заслужив імідж «Porsche для бідних». Позаяк динамічні можливості автомобілів зросли, то і гальмівна система була модифікована, ці версії отримали дискові гальма на передніх колесах як базове оснащення, тепер машина не тільки добре розганялась, а й адекватно сповільнювалася. Для кращої стійкості ці моделі оснастили «тягою Панара», якої не було у базовій версії. Ці автомобілі продовжили спортивну кар'єру, розпочату молодшими побратимами, і, наприклад, у 1964 році Герхард Бодмер і Гюнтер Поль посіли перше місце на Нюрбургринзі в класі автомобілів до 1.3 л.

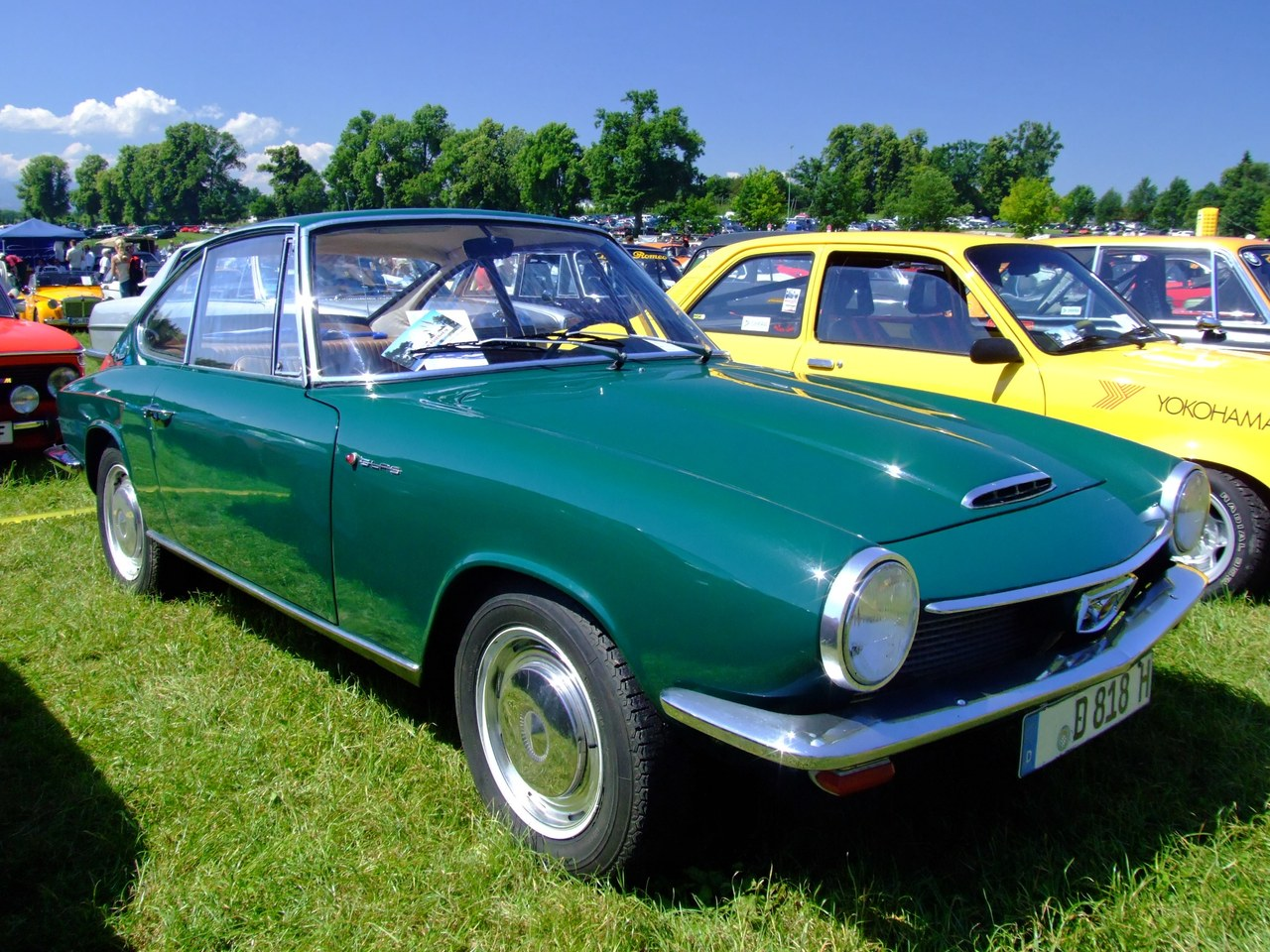
Glas 1300GT

Восени 1963 року на традиційному міжнародному автосалоні, що проходить у Франкфурті-на-Майні, відвідувачам демонструється модель 1300GT. Новинка була представлена публіці відразу з двома типами кузова: купе і кабріолет; причому, купе було дуже схоже на демонстрований на тій же виставці Porsche 901. Але про плагіат не доводиться говорити, адже дітища і італійця П'єтро Фруа, і німця (австрійця) Фердинанда Олександра Порше з'явилися одночасно, просто такі модні тенденції витали тоді в повітрі. Проте, не дивлячись на зовнішню схожість, обидві німецькі машини мали різний підхід до конструкції, Porsche за традицією мав встановлений в «тазостегновому суглобі» двигун, а Glas 1300GT мав розташований спереду мотор, який приводив у дію задні колеса. Конструкція автомобіля була традиційною для фірми, передня незалежна підвіска, задня — на ресорах з «тягою Паннара», гідравлічні гальма з дисковим механізмом спереду і барабанним ззаду.

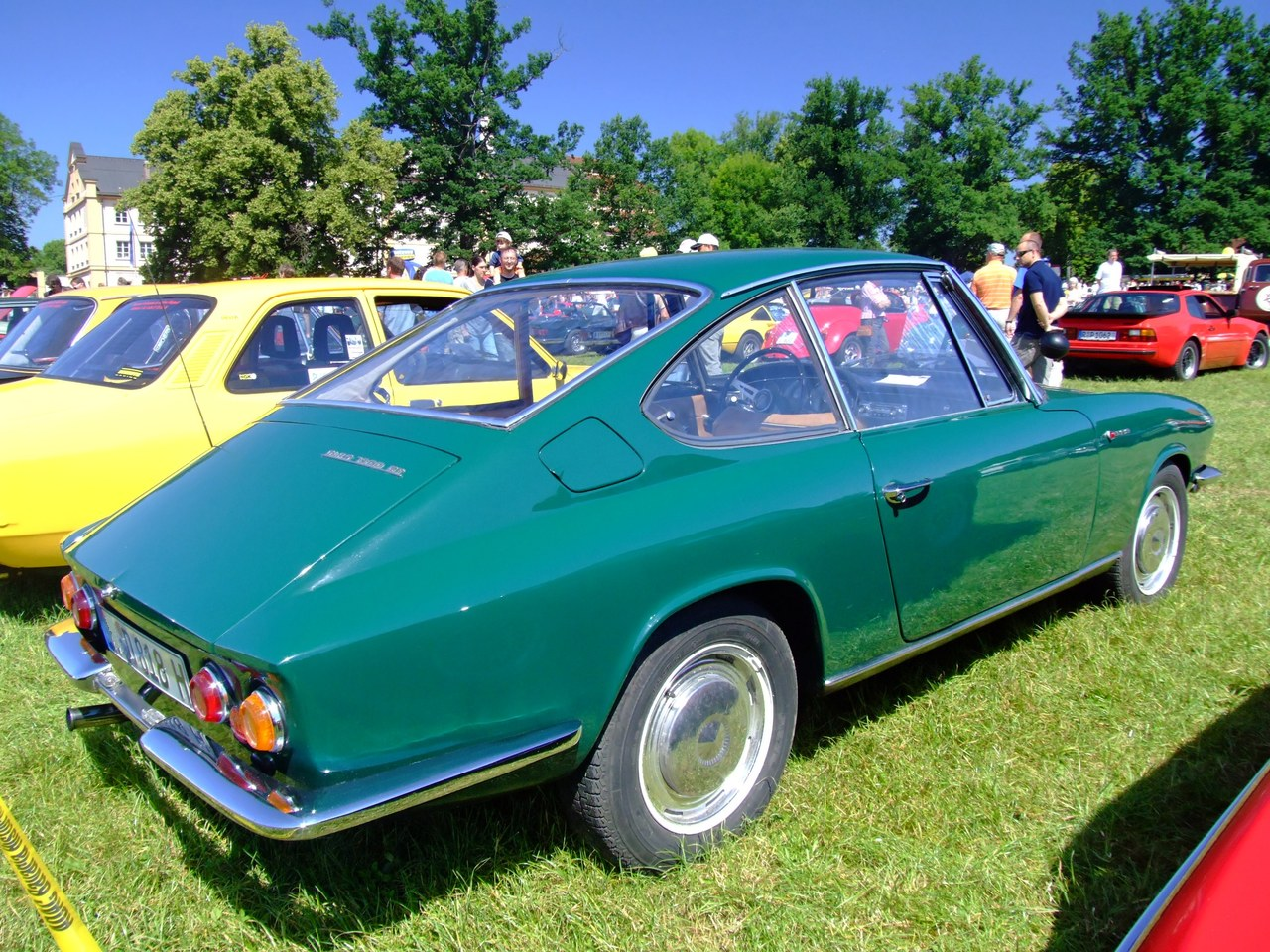
Glas 1300GT

Але, як це було в традиціях німецької фірми, новинка не відразу з'явилася у продажу. Клієнтам довелося чекати до весни 1964 року, коли, нарешті, за 11600 дойчмарок стало можливо купити 75-сильне купе, яке могло розганятися до 170 км/год. Кузов автомобіля виготовлявся, не своїми зусиллями, а на потужностях італійської фірми Martelleria Maggiora в Борго-сан-П'єтро Монкаліері. Там випускався кузов для Maserati Mistral, яка дебютувала в листопаді 1963 року, який був дуже схожий по дизайну з кузовом Glas 1300GT, в чому немає нічого дивного, адже автором Mistral також був П'єтро Фруа. Готові кузови вирушали до Німеччини, де їх вже фарбували і остаточно обробляли, що в підсумку позначалося на кінцевій ціні продукції, спортивні автомобілі виявилися найдорожчими на той момент у виробничій програмі фірми.

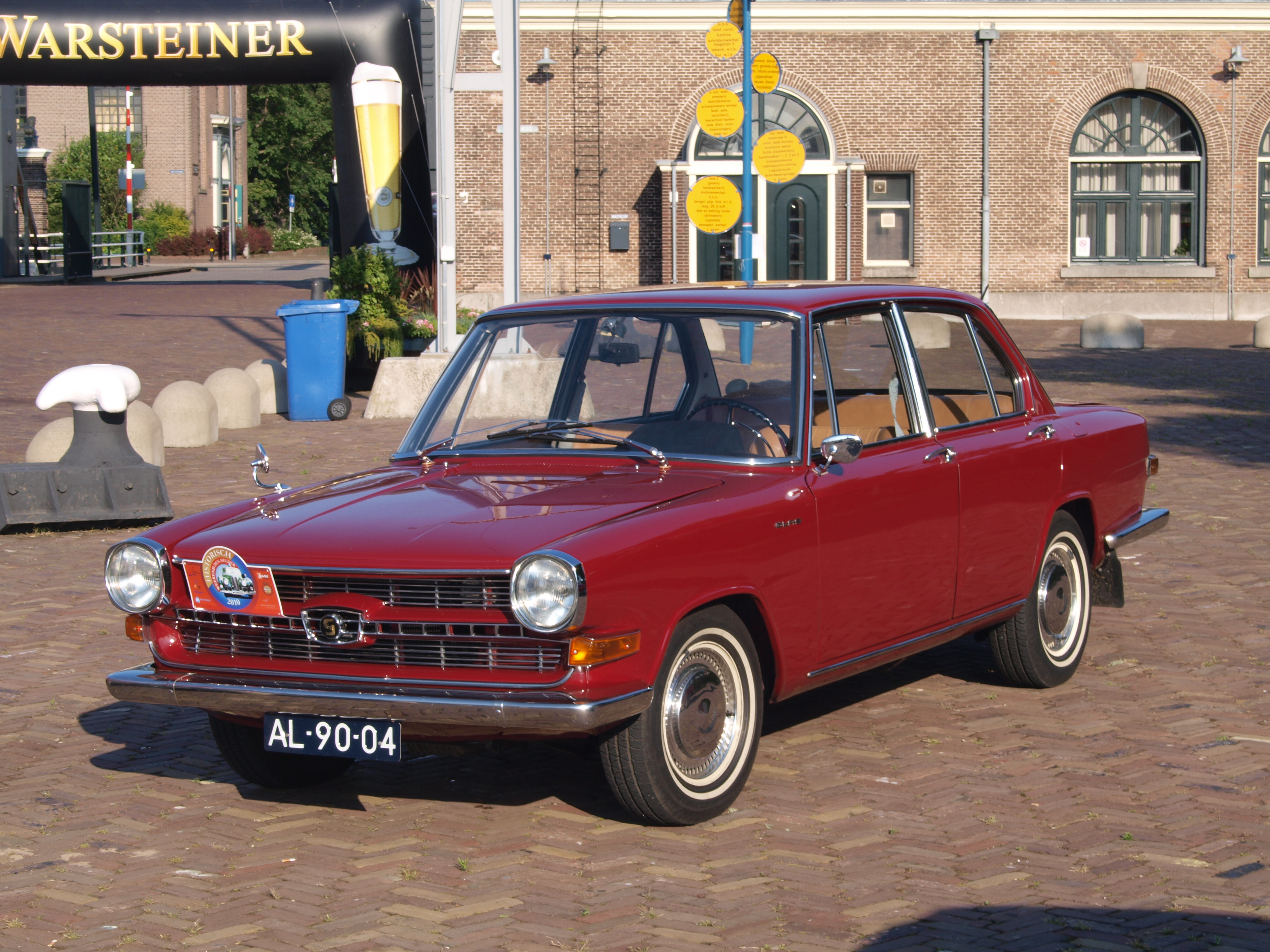
Glas 1700

Але сім'я Глас не задовольняється наявним вибором моделей, Андреас прагне дедалі в більші класи автомобілів. Також у вересні 1963 року на тій Франкфуртській виставці публіці представлений прототип Glas 1500. Це був автомобіль, побудований на подовженому шасі Typ 612, кузов був також спроєктований П'єтро Фруа. На ділі спочатку кузов був побудований для Hansa 1300, однак фірма Borgward закрилася, і оболонка виявилася незатребуваною, а тут якраз і підвернулось замовлення від баварської фірми. Під капотом кузова, який нагадував продукцію фірми BMW через так званий характерний «вигин Хофмайстера», був встановлений розточений з 1.3 л до півтора літра мотор від моделі 1300GT, який розвивав потужність в 69 к.с. До речі, багато шанувальників переконані, що саме Вільгельм Хофмайстер був автором вигину на задній стійці, який на ділі повинен був одночасно посилити саму стійку і при цьому збільшити оглядовість назад. Насправді ще в 1951 році Говард «Датч» Даррін застосував такий прийом на автомобілях Kaiser Manhattan, через сім років такий вигин на задній стійці з'явився і на європейській машині, нею стала Lancia Flaminia Sport з кузовом роботи Zagato, і тільки в 1961 році Хофмайстер застосував цей дизайнерський елемент на BMW. З цього моменту багато фанатів марки впевнені, що тільки на BMW могло і може використовуватися така стильна фішка.

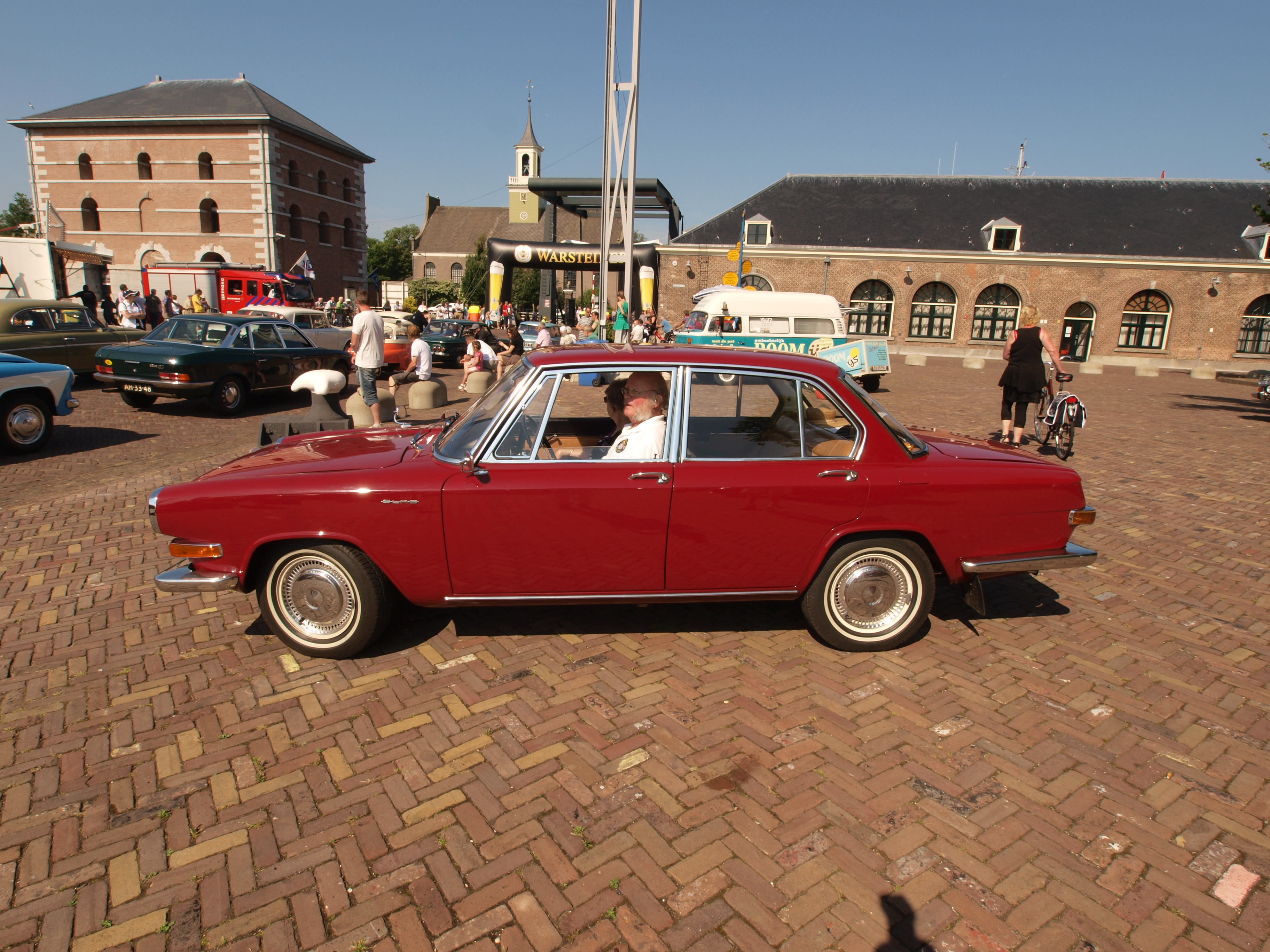
Glas 1700

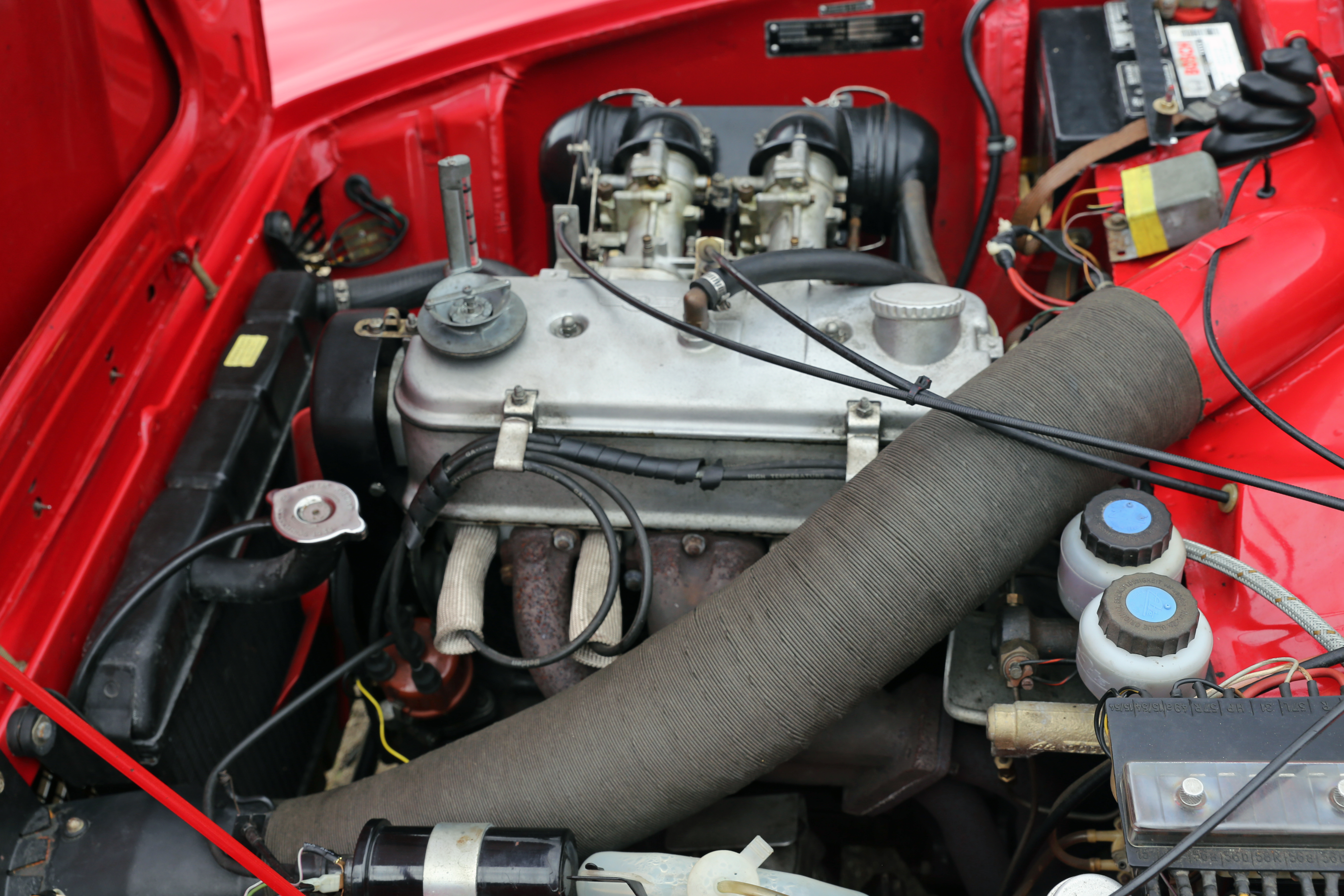
Двигун Glas 1700

Однак повернемося до Glas 1500. Як це було типово для Hans Glas, проєкт виявився сирим, і на доведення машини пішов цілий рік, перш ніж вона пішла в серію. У фірмі Hans Glas розумно вирішили уникнути помилок фірми BMW, яка запустила новий сімейний седан «Neue Klasse» (Тур 115) з 1.5 л мотором, який виявився занадто слабким для немаленького автомобіля, тому всього через рік мюнхенська фірма в терміновому порядку готує новий 1.8 л мотор. Тож Ішингер теж вирішив збільшити об'єм мотора, але всього до 1.7 л, недолік у 100 кубиків вилився в програші на 10 сил своєму головному конкурентові, Glas 1700 розвивав всього 80 сил і максималку в 150 км/год. В іншому конструкція автомобіля повторювала більш дрібні моделі, тобто передня підвіска була незалежною, задня лежала на ресорах, передні гальма обладналися дисковими механізмами. Крім інноваційного двигуна з ремінним приводом ГРМ, в активі нової машини була наявність перших у Німеччині оцинкованих панелей кузова.

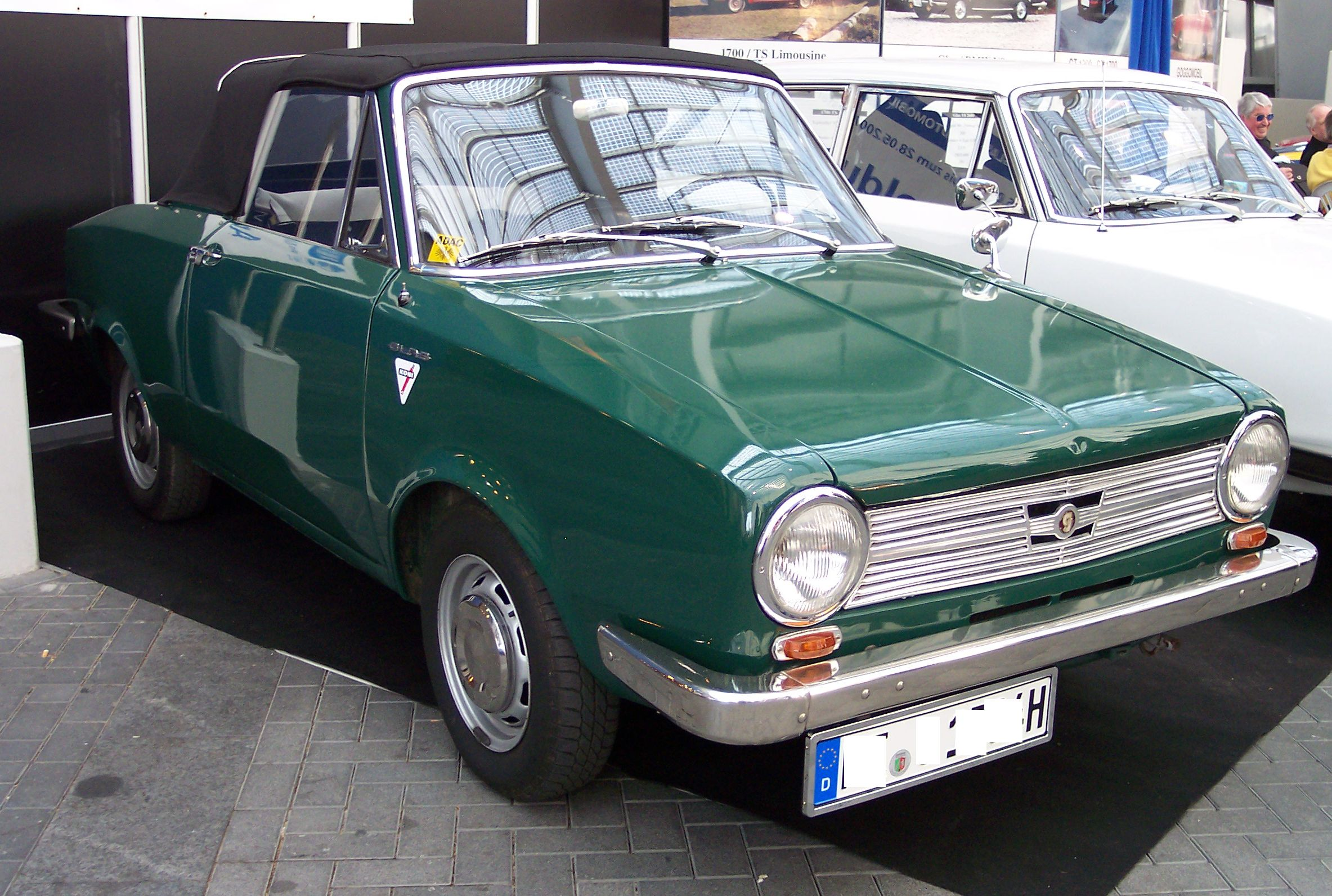
Glas S1304 Cabrio

У 1964 році малюки серії Т і TS оновлюються, петлі дверей переносять з заднього крила на передню стійку, тим самим машина позбавляється суїцидальних дверей. А через рік мікролітражки позбавляються 300-кубового мотора, з цього моменту клієнтам пропонувалися тільки 250- і 400-кубові моторчики. У березні 1965 року у Тур 612 з'являється ще одна версія — седан 1304TS, на який встановили 1.3 л двигун, потужністю в 75 к.с., запозичений у моделі 1300GT, але й цього здалося мало, і вже восени потужність мотора підійняли до 85 к.с., від інших версій з двома карбюраторами флагман цієї моделі відрізнявся радіальними шинами. Тоді ж восени з'являються і більш доступні 1.3 л варіанти цієї серії, потужність двигуна була дефорсована до 60 сил, седан з таким кузовом назвали 1304, а купе і кабріолет отримали індекс S1304. Літровий мотор отримав більш високу компресію і новий карбюратор, але при всьому, при цьому його потужність опустилася з 42-х до 40 сил.

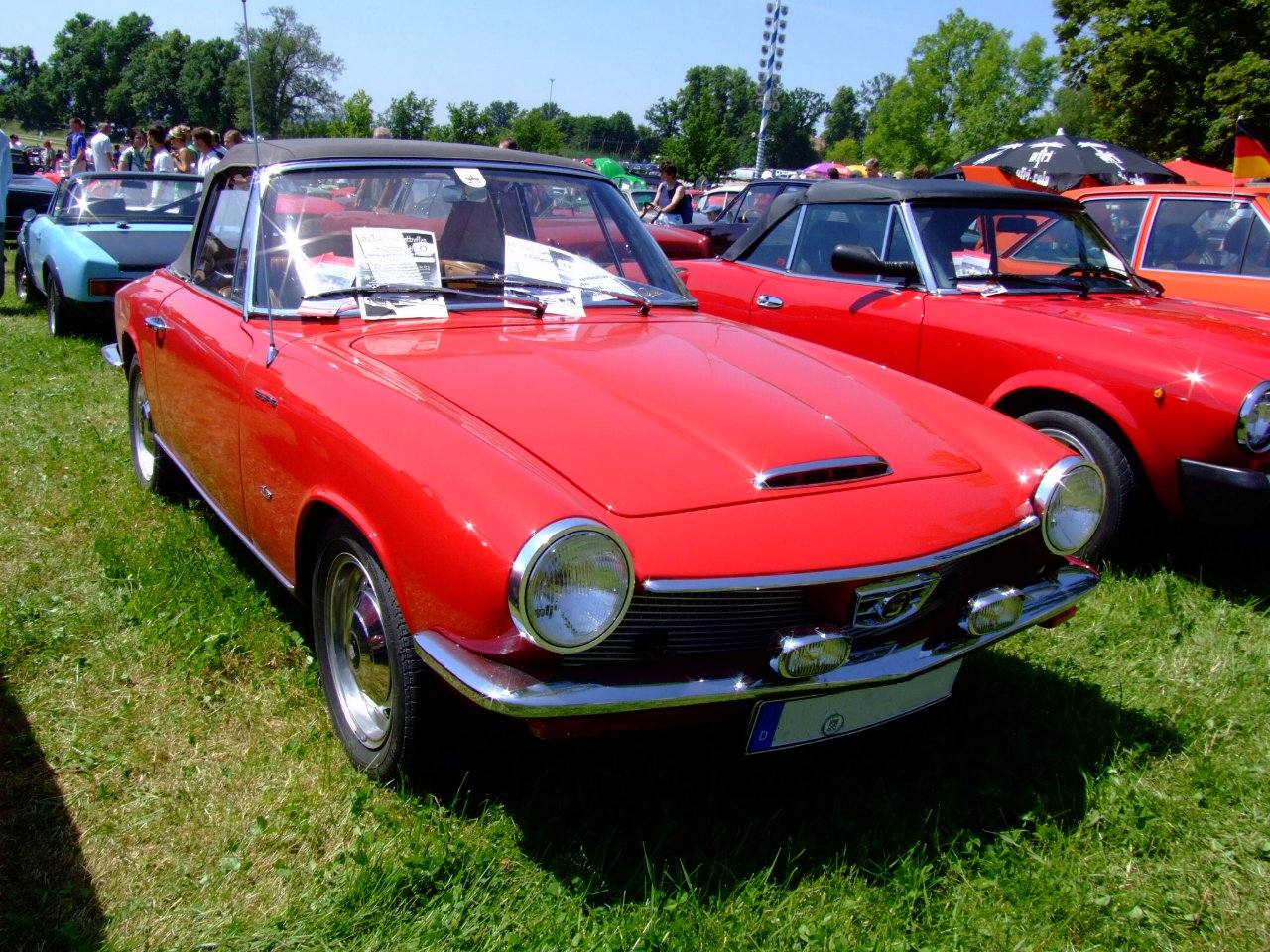
Glas 1700GT Cabrio

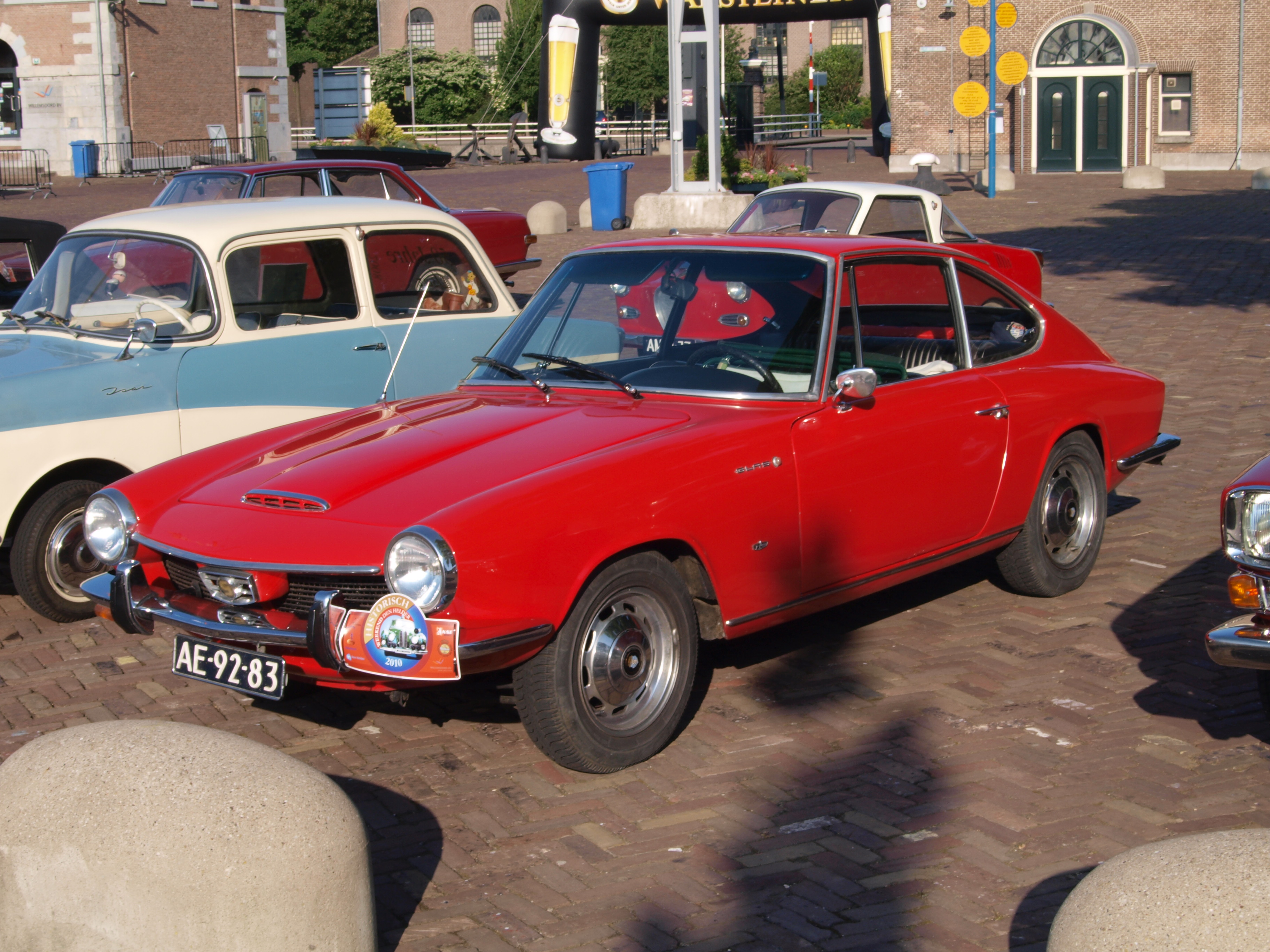
Glas 1700GT Coupe

Тим часом в серпні місяці було припинено виробництво двоциліндрових моделей марки Glas, попит на них настільки впав, що за минулий рік змогли реалізувати всього близько 5000 автомобілів, в той час, як тільки за перший рік продажів було реалізовано 25000 машин. З вересня мотор Glas 1700 став розвивати 85 к.с., більше того, з'являється двокарбюраторна версія, яка видавала всі 100 сил (що все одно було менше, ніж у BMW 1800 TI), крім іншої системи живлення, від базової моделі ця версія відрізнялася наявністю «тяги Паннара» в задній підвісці. Також восени у моделі 1300GT потужність зростає до 85 к.с., що трохи покращує динамічні властивості купе, тоді ж на колеса надягають радіальні покришки замість діагональних. Крім цього, купе отримує і новий 1.7 л двокарбюраторний мотор, який був запозичений у седана Glas 1700TS. Позаяк цей мотор виявився трохи більшим колишнього, то на капоті у купе, оснащеного таким мотором, з'явився характерний повітрозабірник, який тільки поліпшив зовнішній вигляд автомобіля. З новим двигуном невелике купе могло розганятися до 186 км/год, і на розгін до ста у неї йшло трохи менше 11 секунд.

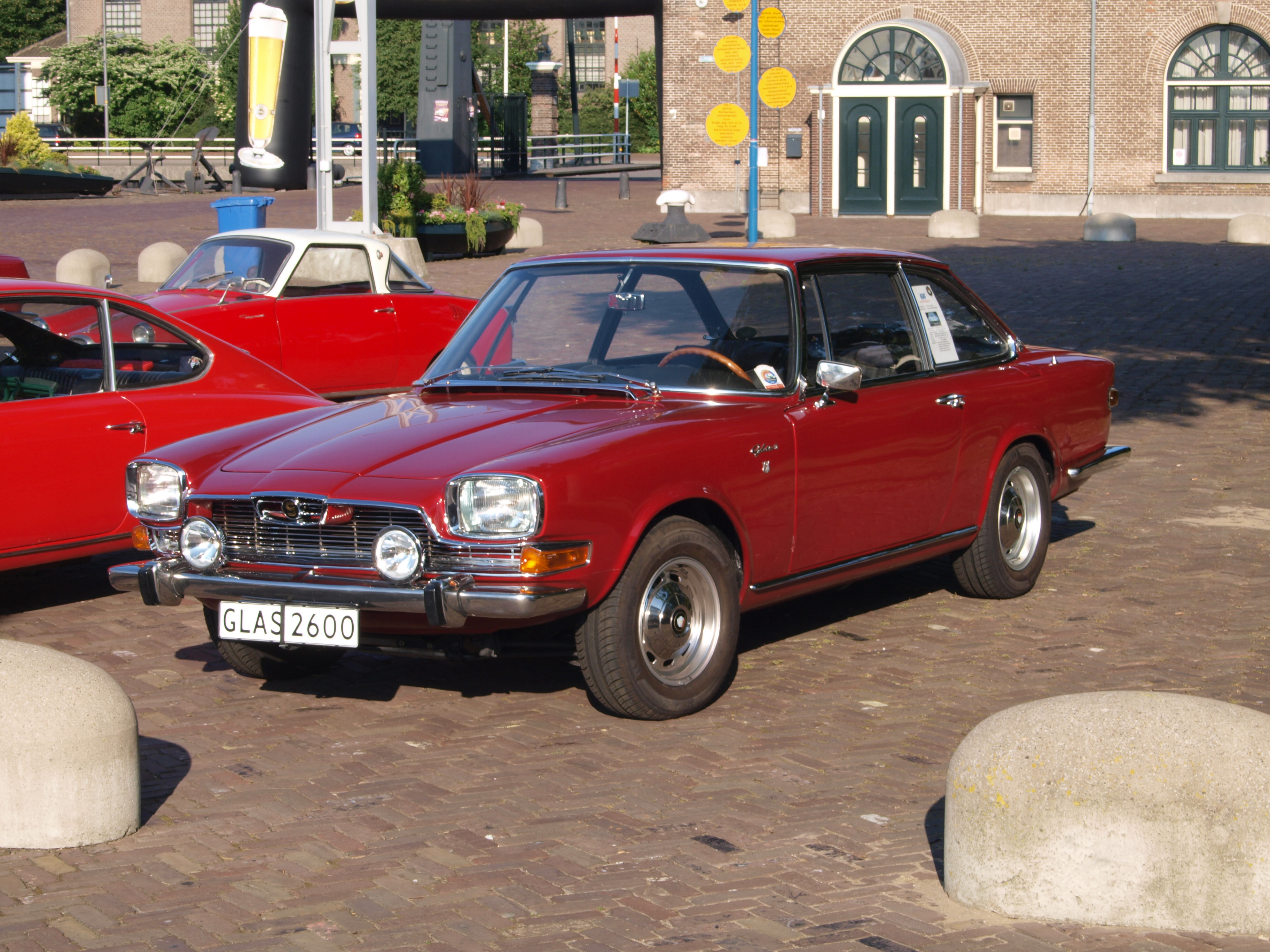
Glas 2600 V8

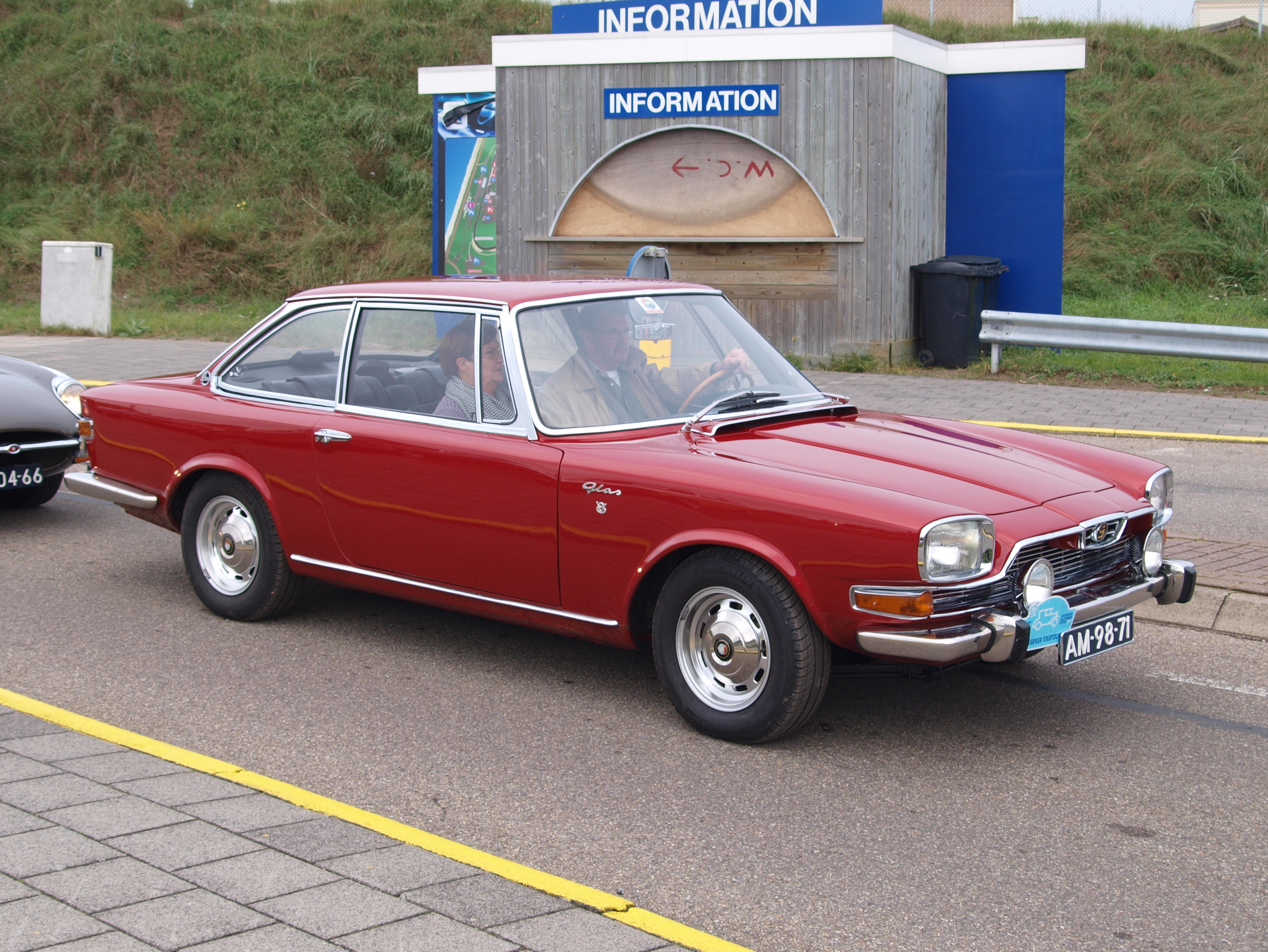
Glas 2600 V8

Але цього всього мало Андреасу Гласу, він вирішує вийти в той клас, у якому в Німеччині правлять бал BMW і Mercedes-Benz, тобто в клас «Гранд Туризмо». Іршінгер будує мотор V8, його отримали шляхом з'єднання блоків двох двигунів об'ємом 1.3 л. Двигун, об'ємом 2.6 л і оснащений трьома карбюраторами, розвивав 140 сил, що дозволяло машині, масою в 1800 кг, розганятися до 190 км/год. Показана в вересні 1965 року у Франкфурті машина мала незалежну підвіску передніх коліс, задню підвіску «типу Де Діона» з «тягою Паннара» і, на додаток до всього, з автоматично регульованими амортизаторами Boge Hydromat (вперше на серійній німецькій машині). Гальмівна система вперше на продукції фірми Glas стала дисковою по колу, тільки задні механізми з англійським типом були винесені до редуктора заднього моста. Дизайн передка автомобіля був дуже схожий на передок Maserati 5000 GT, побудованого для Ага-Хана, а також на перед Maserati Quattroporte, який щойно з'явився, обидва, до речі, як і дизайн Glas 2600 V8, були намальовані П'єтро Фруа. Однак злим язикам це тільки дало поживу для лихослів'я, і Glas 2600 V8 стали називати «Glaserati». Що цікаво, в автомобілі використовувалися елементи від Mercedes-Benz, наприклад, прямокутні фари були запозичені у новітнього автобуса O302, система двірників і склопідйомники взяті у W111. Під стать зовнішньому вигляду автомобіля був і салон автомобіля, на витягнутій вузькій панелі приладів красиво розмістили сім круглих приладів, які були якісно виготовлені, преса про цю машину писала: «Вовк серед овець» (маючи на увазі решту продукції фірми).
Виробництво великого купе почалося тільки в липні 1966 року, потужність мотора підійняли до 150 сил, правда, для цього його доводилося крутити аж до 5600 об/хв. З липня того ж року сімейний седан Glas 1700 почали пропонувати і з автоматичною чотириступінчастою коробкою передач. Причому вперше в Німеччині коробка автомат виробництва фірми Getrag була оснащена електронним управлінням. Мізки, розроблені фірмою Bosch, були заховані під бардачком і зчитували інформацію з датчиків, встановлених в карбюраторі, передачі переключалися досить спритно, всього за 0,3 секунди і, більше того, була функція кік-дауна. При цьому фірма Ханса Гласа не була шкуродером, і брала за цю опцію всього 890 дойчмарок, що було близько дев'яти відсотків від ціни автомобіля, тоді як конкуренти за досить примітивні коробки автомат брали куди більші суми, наприклад, BMW хотів 1200 дойчмарок, а Daimler-Benz — і зовсім 1400 DEM.

## Компанія Glas у власності BMW. Виробництво автомобілів BMW-Glas
Для того, щоб випускати нові моделі на більш високому якісному рівні, щоб конкурувати з продукцією того ж BMW, було потрібно провести оновлення виробничих потужностей. Але сім'я Глас явно переоцінила свої фінансові можливості, намагаючись осягнути всі верстви автомобільного ринку, а банкіри відмовили у фінансуванні. У жовтні 1965 року Ханс Глас вирушає до Мюнхена просити допомоги держави. Аудит підприємства показав, що Hans Glas GmbH занадто сильно відстає за технічним оснащенням підприємства, в якому використовується велика частка ручної праці. Проблема відставання полягала у своєрідному відсталому веденні господарства старшого Гласа. Старий Ханс по-старому весь фінансовий план записував у свою маленьку записну книжку, яку завжди носив із собою, а випросити у нього грошей на заміну застарілого обладнання у Андреаса Гласа ніяк не виходило. Баварська влада пішла назустріч і виділила кредит сімейній компанії. Але це була тимчасова ін'єкція, не рятував становище і продаж у квітні 1966 року ліцензії на виробництво моделей T700 і 1700GT у країні Басків все на тому ж Munguía Industrial. Було ясно, що для того, щоб вижити, треба шукати більш потужного покровителя. Тим часом і держава не була зацікавлена в загибелі підприємства, бо завод давав чотири тисячі робочих місць у Дінгольфінгу, тому й чиновники шукали бізнес-партнера для Hans Glas Gmbh. Нарешті їм вдається вмовити керівника фірми BMW (яка шукала додаткові виробничі потужності) Герхарда Вільке викупити активи дінгольфінгської компанії. Операція відбувається в кінці вересня 1966 року, а в листопаді компанія Гласа переходить під юрисдикцію BMW. Фірма, яка могла колись поглинути аутсайдера, була тепер сама цим аутсайдером і проковтнута.

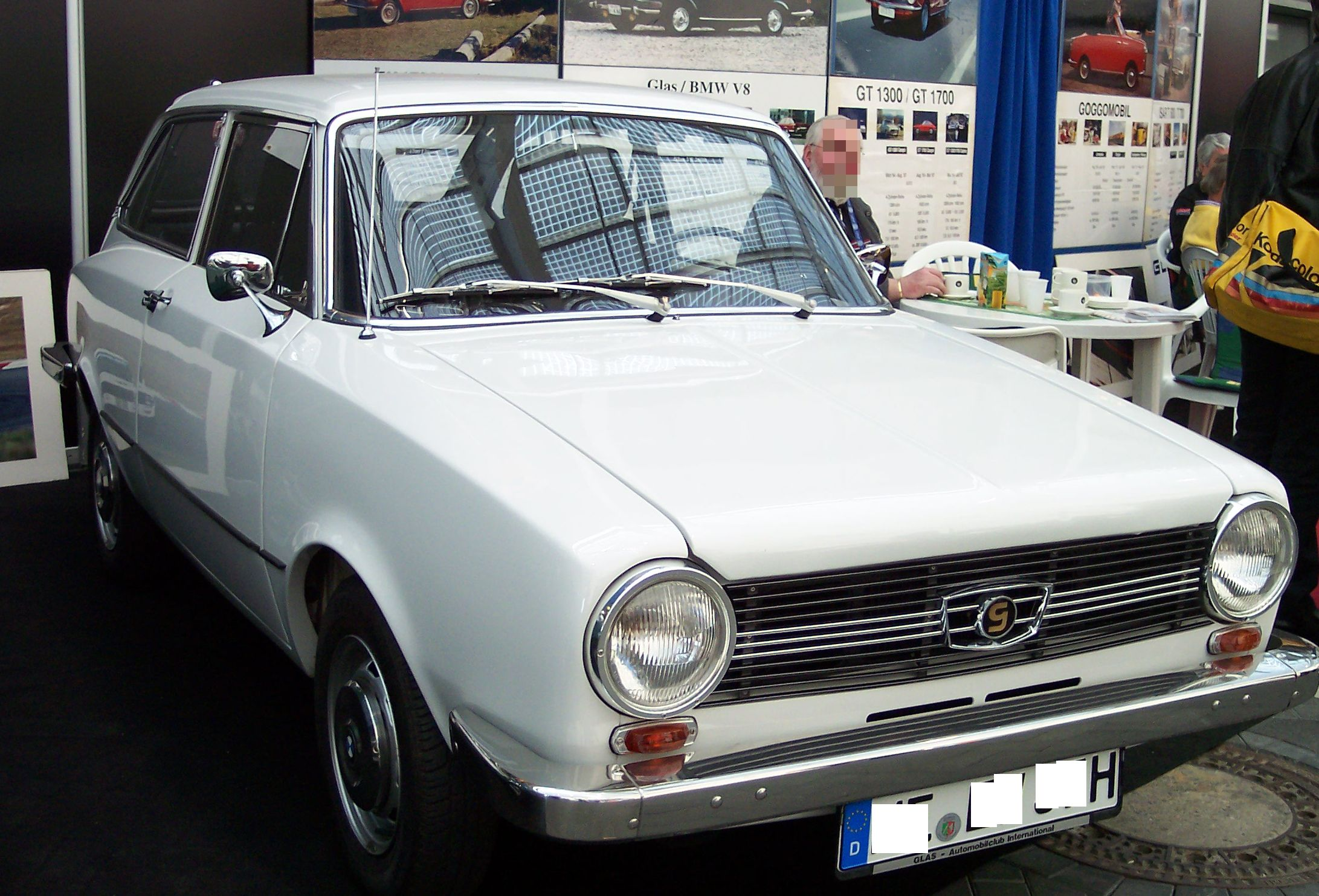
Glas 1304 CL

Звичайно, сім'я справедливо побоювалася, що на підприємстві поставлять жирний хрест, проте керівництво BMW, навпаки, підійшло до справи з іншого боку. По-перше, керівниками заводу в Дінгольфінгу зробили Андреаса Гласа і Карла Домперта, по-друге, у виробництві залишилися автомобілі серії Тур 612. Більше того, у вересні модельний ряд, поріділий за рахунок купе, яке зняли з виробництва наприкінці 1965 року, поповнюється тридверним хетчбеком, який мав у назві крім цифрового індексу ще й буквений у вигляді символів CL (Combi Limousine). Автомобілі з новомодним кузовом комплектувалися тільки моторами з одним карбюратором і об'ємом 1.0 і 1.3 л.

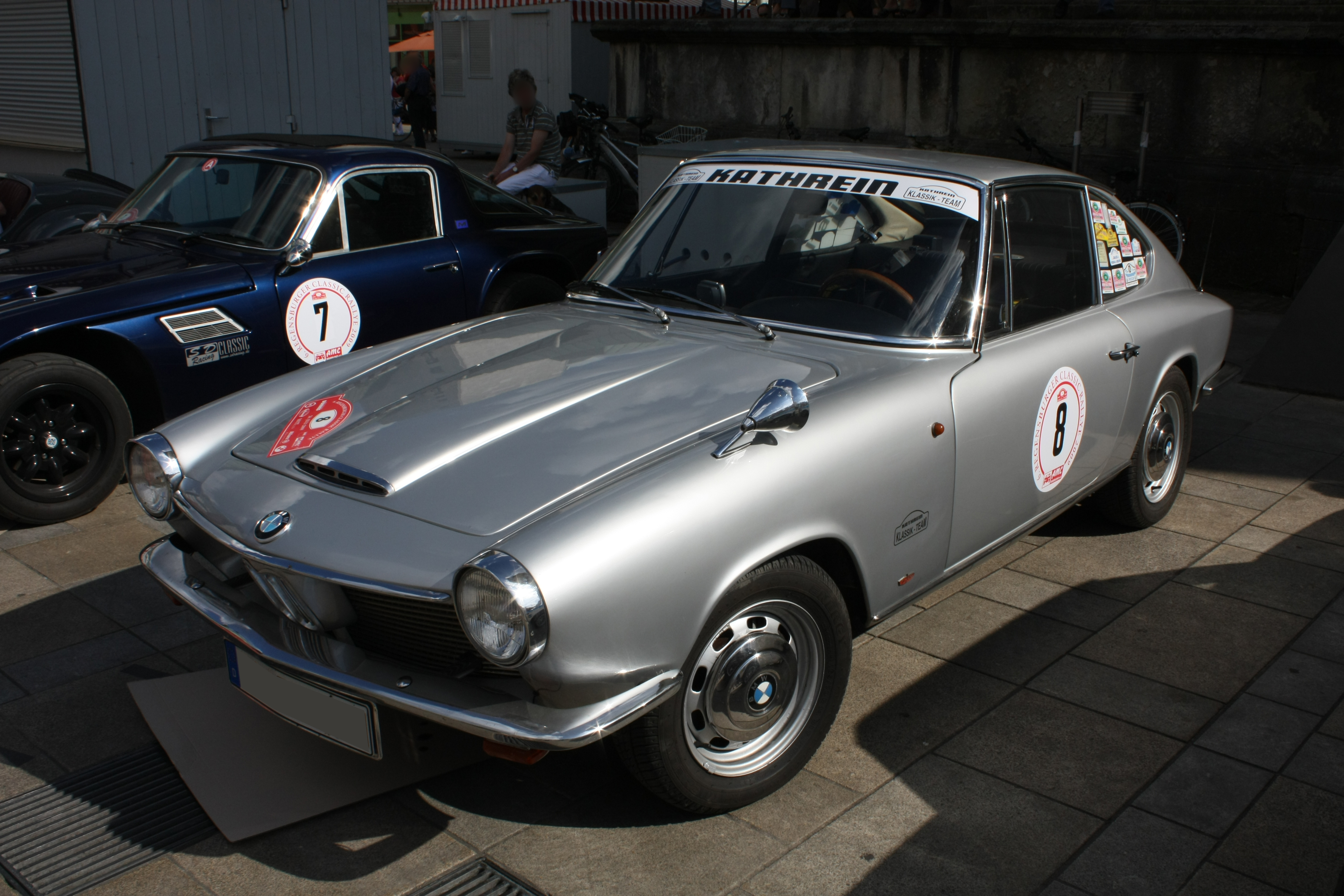
BMW-Glas 1600GT

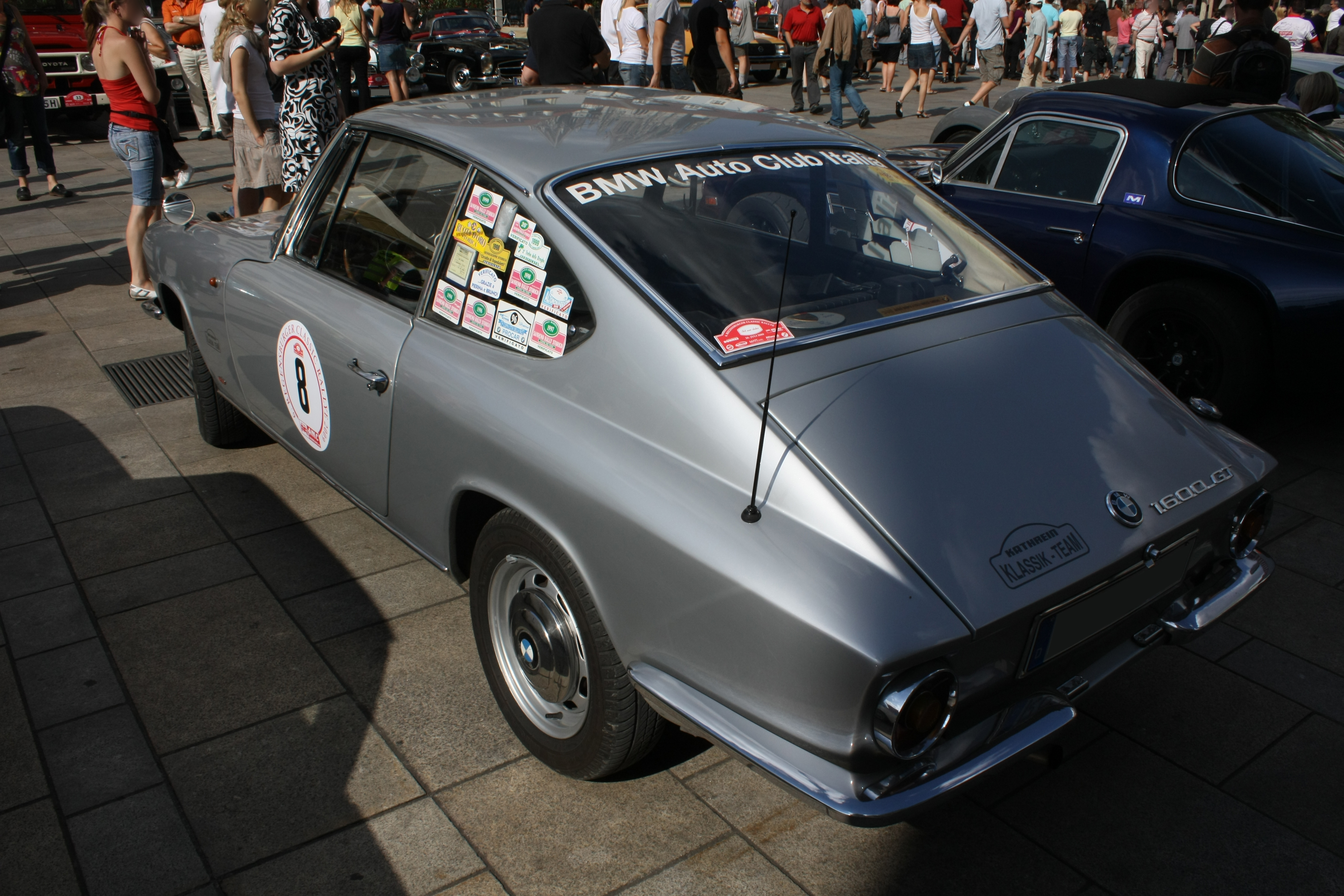
BMW-Glas 1600GT

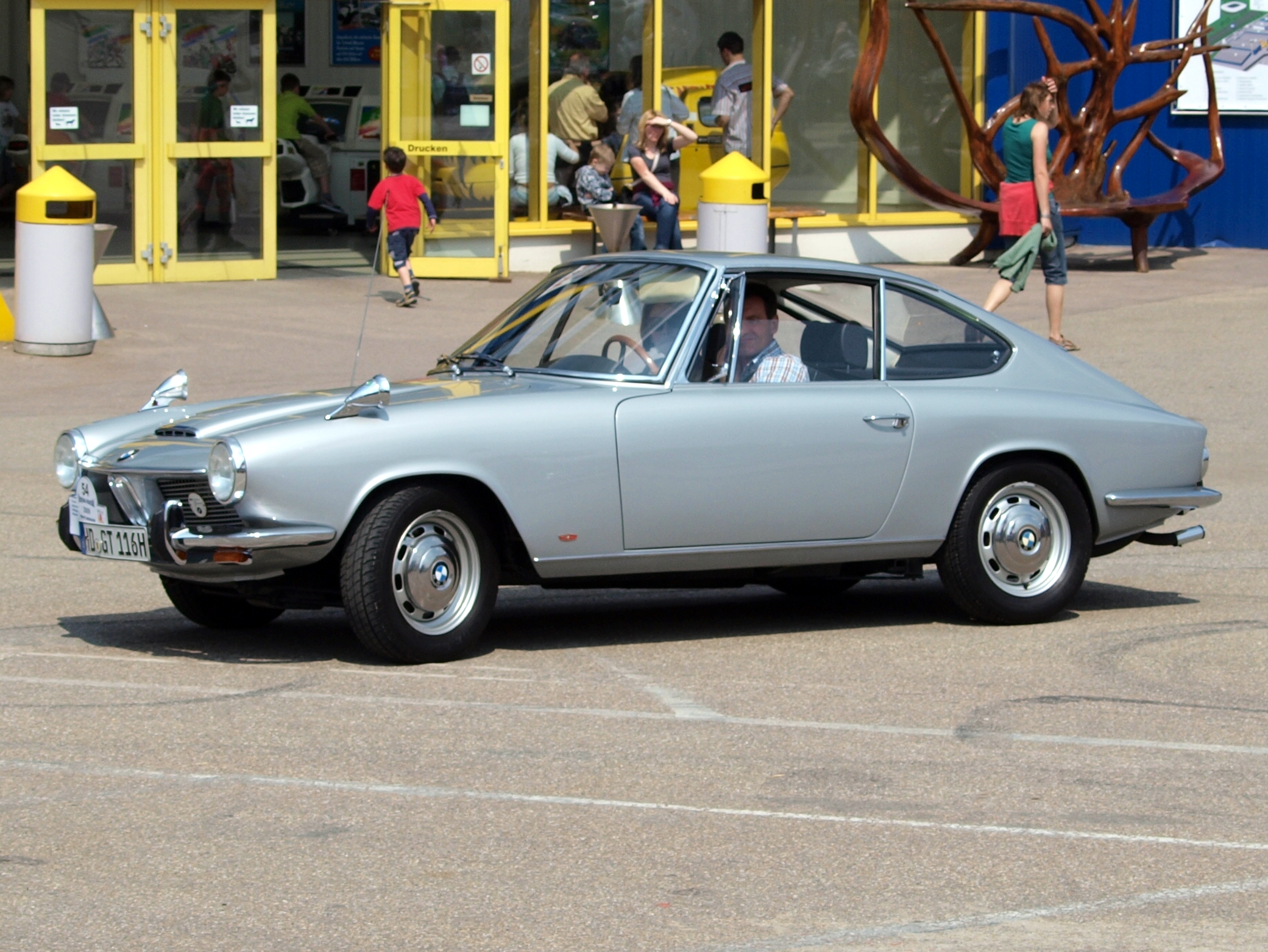
Салон BMW-Glas 1600GT

У червні 1967 року у моделі 1300GT/1700GT під капотом прописується 1.6-літровий мотор, потужністю 105 к.с., коробка передач і задня незалежна підвіска від BMW 1600 TI, а машина отримує ім'я BMW-Glas 1600GT, всі ці переробки здорожують машину на 5000 марок. Оснащена мюнхенським серцем, машина могла розганятися до 190 км/год, дуже непоганий показник для невеликої машини, розгін до 100 займав 10.5 секунд, приміром, Porsche 912 вкладав стрілку спідометра до позначки за 100 км на годину на дві секунди пізніше. Зовні таку машину можна відрізнити від «гласівської» продукції по типових BMW-ним ніздрям на решітці радіатора, задніми ліхтарями від BMW 1602 та по «синьо-білим» піктограмам на капоті і ковпаках.

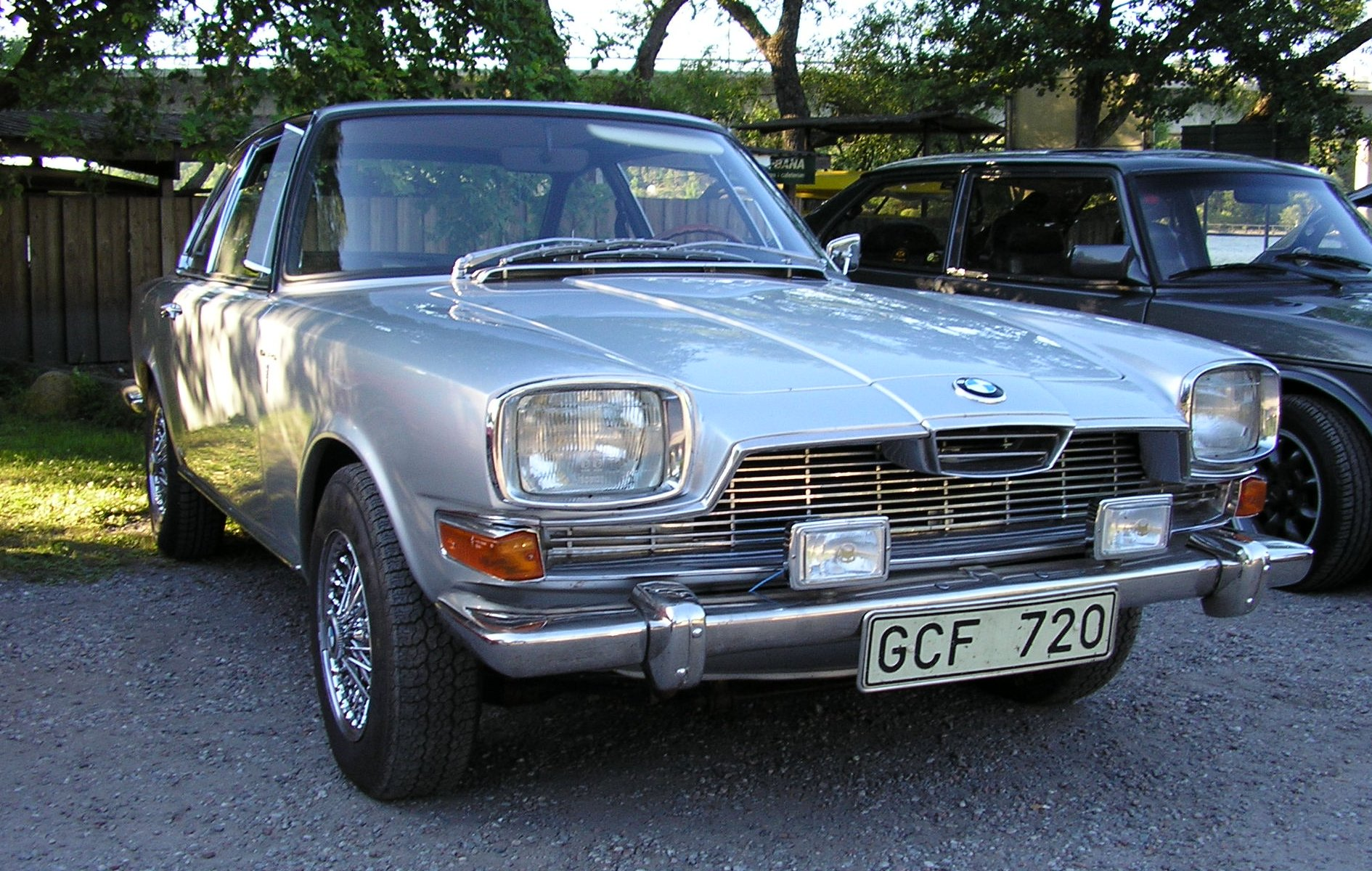
BMW-Glas 3000 V8

Топова модель також залишається в строю, отримавши ім'я BMW-Glas 3000GT, вона тепер оснащується 3-літровим V8, машина повинна була отримати його ще до злиття з фірмою BMW, але з різних причин збільшений мотор з'явився тільки восени 1966 року. Не дивлячись на більший об'єм двигуна, збільшення в потужності склало всього 10 сил, що практично ніяк не позначилося на динамічних можливостях купе, максималка так і не вийшла за рамки 200 км/год. На жаль, більший 3.2 л мотор, потужністю 175 к.с., так і не з'явився під капотом цієї машини, хоча був, по суті, готовий до виробництва.
Седан моделі 1700, що продовжував випускатися, повинен був пережити оновлення, планувалося встановити задню підвіску від V8, встановити 12-вольтову електросистему і навіть зробити восьмициліндрову версію седана, проте всі ці переробки вилилися б у величезну суму, якої не було. У червні 1967 року на машину встановили ковпаки з логотипами BMW, також емблему помістили на решітку радіатора, що не змінилася. У салоні зміни торкнулися матеріалів оббивки, стали використовуватися ті ж тканини, що були в мюнхенських автомобілях, замість дерева на панелі приладів застосували чорний дерматин, що також було в корпоративному стилі BMW. Однак після показу у Франкфурті оновленої машини під назвою BMW-Glas 1700 керівництво компанії вирішило припинити життєвий цикл цієї моделі в жовтні 1967 року, тому що було нелогічно мати дві близькі моделі у виробництві, адже у BMW був уже сімейний седан — 1800.
У цей же час південноафриканська фірма ERAD, яка збирала автомобілі марки BMW в Преторії, просить керівництво фірми з обладнанням для повноцінного виготовлення автомобілів в ПАР, справа в тому, що держава посилила податкову політику, вимагаючи, щоб половина комплектуючих автомобілів випускалася в Південній Африці. Але у BMW в цей час в Європі справи йшли вгору, чесно кажучи, і Hans Glas Gmbh вони викупили тільки через те, що власні заводи не справлялися з попитом. Тому віддавати обладнання африканцям не захотіли, і тут якраз пригодився Glas 1700. Адже збоку машина нагадувала продукцію з Мюнхена, так що ERAD погодився на цю модель. На Glas 1700 встановили мотор BMW М10, об'ємом 1.8 л і потужністю 90 к.с., коробка передач також була запозичена у BMW 02-серії, задня підвіска була посилена. Довелося переробляти рульове управління, бо в африканців кермо перебувало з іншого боку, люди з ERAD хотіли залишити стрічкові прилади Glas 1700, але мюнхенці не захотіли переробляти і калібрувати їх в милі, тому машину оснастили круглими приладами від BMW 02-серії. У підсумку в травні 1968 року в Південній Африці почалося виготовлення власними силами BMW 1800 GL. Незабаром крім ПАР машину стали виготовляти і в Родезії (нині — Зімбабве), там машину збирали по циклу CKD, тобто великовузлового складання, називалася родезійська версія Cheetah 1800, емблема BMW присутня тільки на клапанній кришці двигуна, інші всі емблеми були замінені на Cheetah.
Автомобілі марки Goggomobil також не стали чіпати, правда, залишивши з вересня 1967 року в серії тільки 250-кубовий мотор. Не дивлячись на зростання добробуту населення, попит на цю машину залишався стабільним, але при цьому керівництво фірми BMW не стало змінювати торгову назву мікролітражки, щоб не натякати на спорідненість фірм. Протягом 1967 року BMW потихеньку припиняло виробництво «гласовських» моделей, позаяк у баварської марки виходили власні нові моделі, які безпосередньо конкурували з машинами, що дісталися в спадок від Hans Glas. Після того як BMW взяла під крило Hans Glas Gmbh (як не втомлювався повторювати пресі Вільке, що BMW і Glas які не одружилися, а BMW удочерив Glas), П'єтро Фруа не залишив надії на продовження співпраці з німцями. До Франкфуртської виставки 1967 року він будує прототип з кузовом Fastback Coupe на базі моделі BMW-Glas 3000 V8. А щоб машина сподобалася новим босам, то передок машини був перероблений, і в нього були вбудовані характерні мюнхенські ніздрі (які на ділі родом з Айзенаха, до війни автомобілі марки BMW робилися саме в цьому місті).
Однак BMW непогано витратився на купівлю фірми з Дінгольфінгу, тому зайвих грошей на впровадження нової модифікації не було, тим більше, і серійне купе ледве-ледве розкуповувалося. Так що проєкту дали червоне світло, але, тим не менш, запропонований італійцем «сердитий» погляд взяли на замітку. Якщо дивитися на машини цієї баварської марки, то до кінця 60-х років вони мали досить мирну лицьову частину, а от опісля в дизайні з'явилася якась насупленість. Однак Фруа не сильно засмутився відмові, бо він продав дизайн швейцарцю Монтеверді, і в 1968 році з'явився Monteverdi 2000 GTI, який, правда, в серію так і не пішов.

## Закриття компанії. Припинення виробництва автомобілів
У виробництві залишається і Glas 1004CL/1304CL, збірка яких припинилася у квітні 1968 року, при цьому ця модель дала поштовх до появи варіантів Touring у марки BMW. У травні 1968 року припиняється життя гранд-купе 3000 V8, який розійшовся за цей час тиражем у 300 одиниць, що перевищувало вчетверо обсяги продажів 2600 V8, на жаль, найбільш дешева машина в німецькому сегменті дорогих купе розходилася куди гірше однокласників типу Mercedes-Benz 250 SE або Opel Diplomat. На зміну цій моделі прийшла власна розробка BMW — 2800CS E9. У серпні 1968 року прийшла черга і маленького купе — 1600GT, який не отримав прямого спадкоємця в лінійці марки BMW, до речі, один з двох кабріолетів, оснащених технікою BMW, належав головному власникові акцій компанії — Квандту. У виробничій програмі заводу з цього моменту залишається тільки Goggomobil, лінія конвеєра, на якій йшло виготовлення цієї моделі, зупинилася в червні 1969 року, Ханс Глас пережив свій автомобіль всього на півроку, на початку грудня 1969 він помер від наслідків грипу.
Здавалося б, на цьому все з автомобілями сім'ї GLAS, але на ділі в ПАР тривало виробництво BMW, перейменованих з 1800GL в 1800 SA (Südafrika), які ще мали кузови від Glas 1700. У грудні 1967 року Фруа підготував версію з кузовом універсал, причому машина спочатку була з правим кермом, проте з якихось причин універсальна версія так і не пішла в серію.

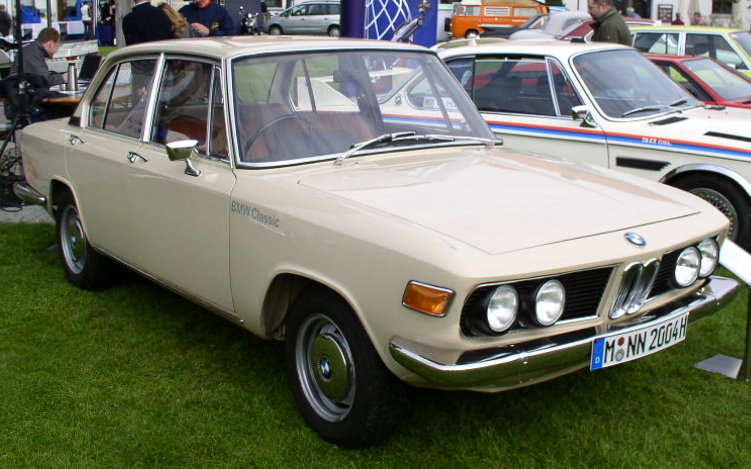
BMW 2004

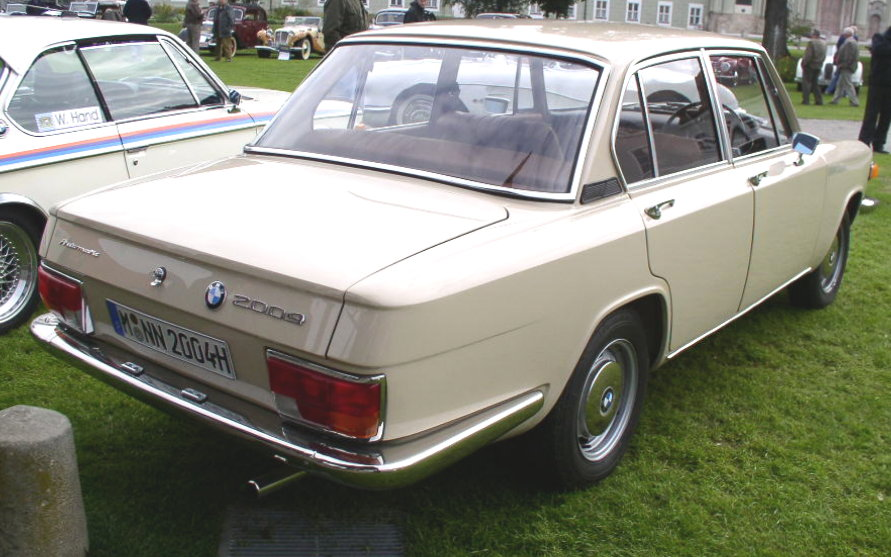
Ліхтарі від Е12 були перевернуті і встановлені замість вузької задньої оптики

У 1970 році африканську машину стали пропонувати і з дволітровим мотором, потужністю 113 сил (по SAE), модель стала називатися BMW 2000 SA. У березні 1973 року фірма ERAD була викуплена компанією BMW AG і перейменована в BMW SA Ltd. А в серпні 1973 року машину оновили, до речі, оновленням займався Фруа, вона отримала передню частину в корпоративному для BMW стилі, ніздрі і ґрати радіатора були запозичені у BMW E9, також від E9 були взяті поворотники, розміщені на передніх крилах, передня оптика була взята у Е12, задні ліхтарі — також від Е12, тільки були перевернуті догори ногами, більш потужна 2-літрова версія на замовлення могла оснащуватися і триступеневою автоматичною коробкою передач ZF, що не славилася своєю плавністю роботи або спритністю, але була досить надійна. Нові моделі 1804/2004/2004 Automatic випускали до середини 1974 року, після чого, нарешті, тіло Glas 1700 йде у небуття, тому що на конвеєрі в Південній Африці прописується справжній BMW — 520 E12. А в Замбезі почалися народні заворушення, у зв'язку з чим країна зникла з карти світу, і вже стало не до BMW або Alfa Romeo, які також там збиралися (у замбійців виразно мався хороший смак). Седан з кузовом дизайну Фруа у своїй реінкарнації виявився набагато популярнішим свого оригіналу, в Африці було побудовано майже вдвічі більше автомобілів, ніж вдалося виготовити і продати фірмі Hans Glas Gmbh.
Старий завод в Дінгольфінгу закрили, «БМВ» зніс старі приміщення і побудував нові виробничі потужності, керувати проєктом поставили Домперта. Згодом завод став випускати BMW 5 серії, тепер у Дінгольфінгу випускають автомобілі 5, 6 і 7 серії, а також кузови для Rolls-Royce. Цікавий момент — останній онук Ханса Гласа, тобто останній «Гогго», був директором заводу з початку його спорудження і по 2004 рік, поки не вийшов на пенсію, у 2008 році його не стало, а Карл Домперт помер всього рік тому.

## Список автомобілів Glas
- 1955 — Glas Goggomobil T250
- 1956 — Glas Goggomobil TL250
- 1957 — Glas Goggomobil T400
  - Glas Goggomobil TS400
  - Glas Goggomobil TS250
- 1958 — Glas Goggomobil T600
  - Glas Goggomobil T700
- 1959 — Glas Goggomobil Isar T600
  - Glas Goggomobil Isar K600
  - Glas Goggomobil Isar K700
- 1961 — Glas Goggomobil Isar C700
  - Glas S1004
- 1963 — Glas S1204
  - Glas S1304
  - Glas 1004TS
  - Glas 1204TS
- 1964 — Glas 1300GT
  - Glas 1700
  - Glas 1700TS
- 1965 — Glas 1304TS
  - Glas 1304
  - Glas S1304
  - Glas 1700GT
  - Glas 2600 V8
  - Glas 3000
- 1966 — Glas 1304CL

## Список автомобілів BMW-Glas
- 1967 — BMW-Glas 1600GT
  - BMW-Glas 3000 V8